# Diavolo nel cristianesimo

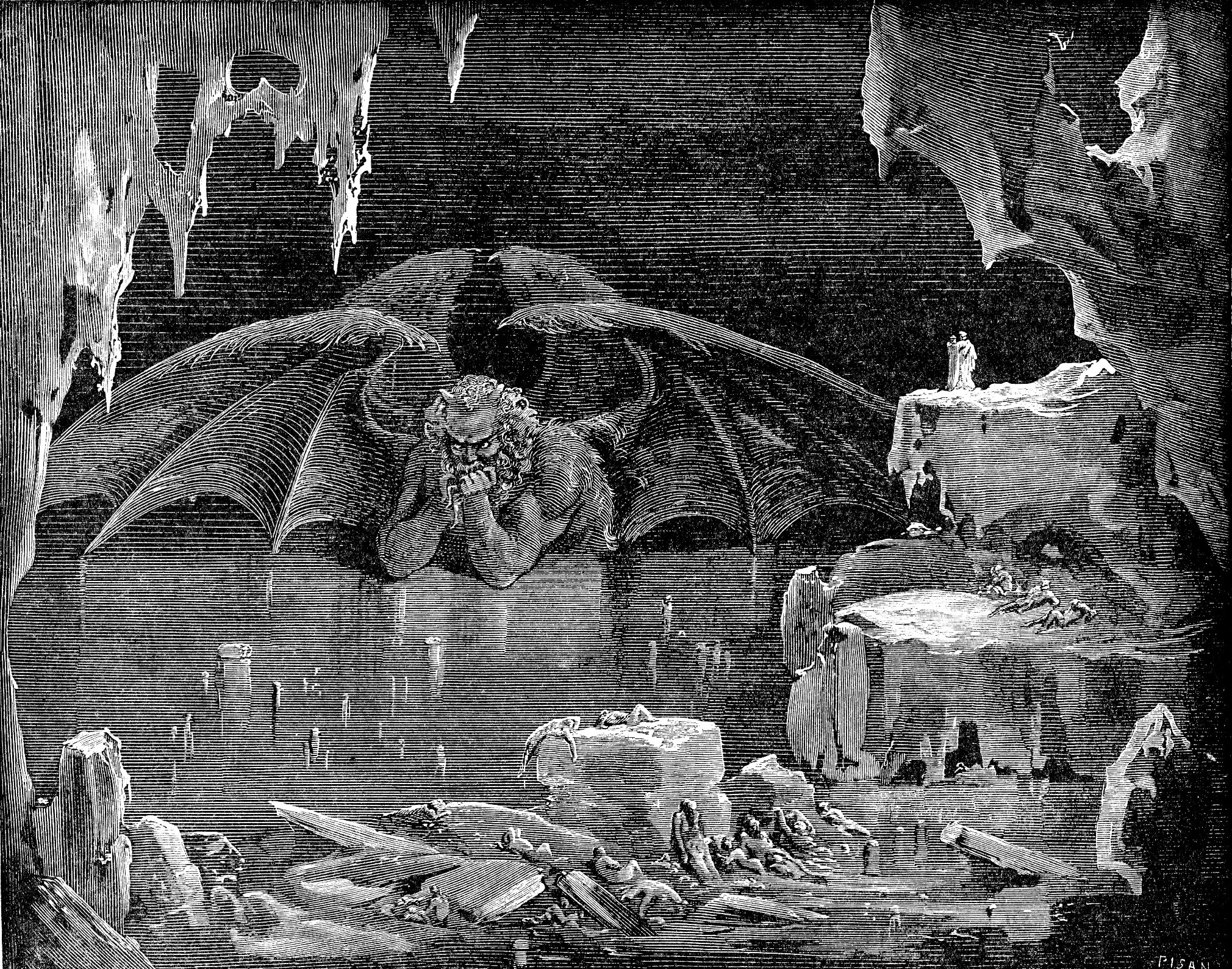
Un dipinto di Lucifero di Gustave Doré dal Canto XXXIV della Divina Commedia di Dante Alighieri

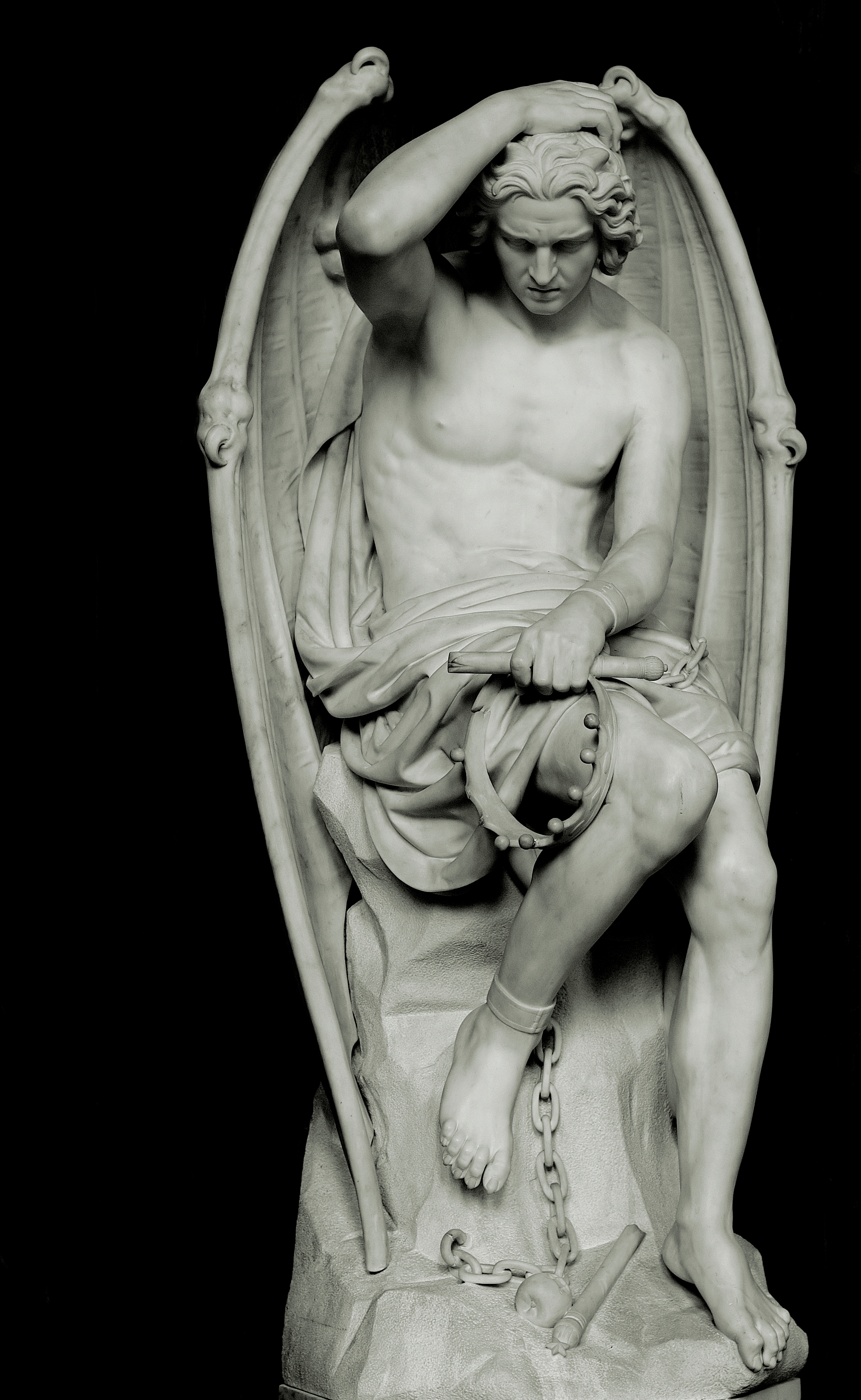
Lucifero (Il genio del male) di Guillaume Geefs (Cattedrale di Liegi, Belgio)

Il Diavolo nel cristianesimo è la personificazione del male e l'autore del peccato, che si è ribellato a Dio nel tentativo di diventare uguale a Dio stesso. È raffigurato come un angelo caduto, che è stato espulso dal Cielo all'inizio dei tempi, prima che Dio creasse il mondo materiale, ed è in costante opposizione a Dio. Il Diavolo è identificato con diverse figure nella Bibbia tra cui il serpente nel Giardino dell'Eden, Lucifero, Satana, il tentatore dei Vangeli, il Leviatano e il drago dell'Apocalisse.
Studiosi influenzati dalla cosmologia neoplatonica, come Origene e lo Pseudo-Dionigi l'Areopagita, ritraevano il Diavolo come rappresentante della carenza e del vuoto, l'entità più lontana dal divino. Secondo sant’Agostino d'Ippona il regno del Diavolo non è il nulla, ma un regno inferiore che si oppone a quello di Dio. La rappresentazione medievale standard del diavolo fu istituita da papa san Gregorio Magno il quale integrò il Diavolo nella gerarchia angelica cristiana come la prima creatura e il più alto in grado fra gli angeli (un cherubino o un serafino) che cadde lontano, nelle profondità dell'Inferno e divenne il capo dei demoni.
Fin dal primo periodo della Riforma, si è enfatizzata in modo crescente la potenza del Diavolo, concepito non solo come un ente privo di bontà, ma anche una volontà consapevole contro Dio, la Sua parola e la Sua creazione. Allo stesso tempo, alcuni riformisti interpretarono il diavolo come una mera metafora dell'inclinazione dell'uomo al peccato, sminuendone così l'importanza. Sebbene il diavolo non abbia svolto per la maggior parte degli studiosi un ruolo significativo nell'era moderna, è diventato di nuovo più importante nel cristianesimo contemporaneo.
In vari momenti della storia, alcune persone come i Catari e i Bogomili, così come eretici quali Marcione e Valentino, credettero che il Diavolo fosse coinvolto nella creazione del mondo. Oggi questi punti di vista non fanno parte del cristianesimo tradizionale.

## Antico Testamento

### Satana nell'Antico Testamento

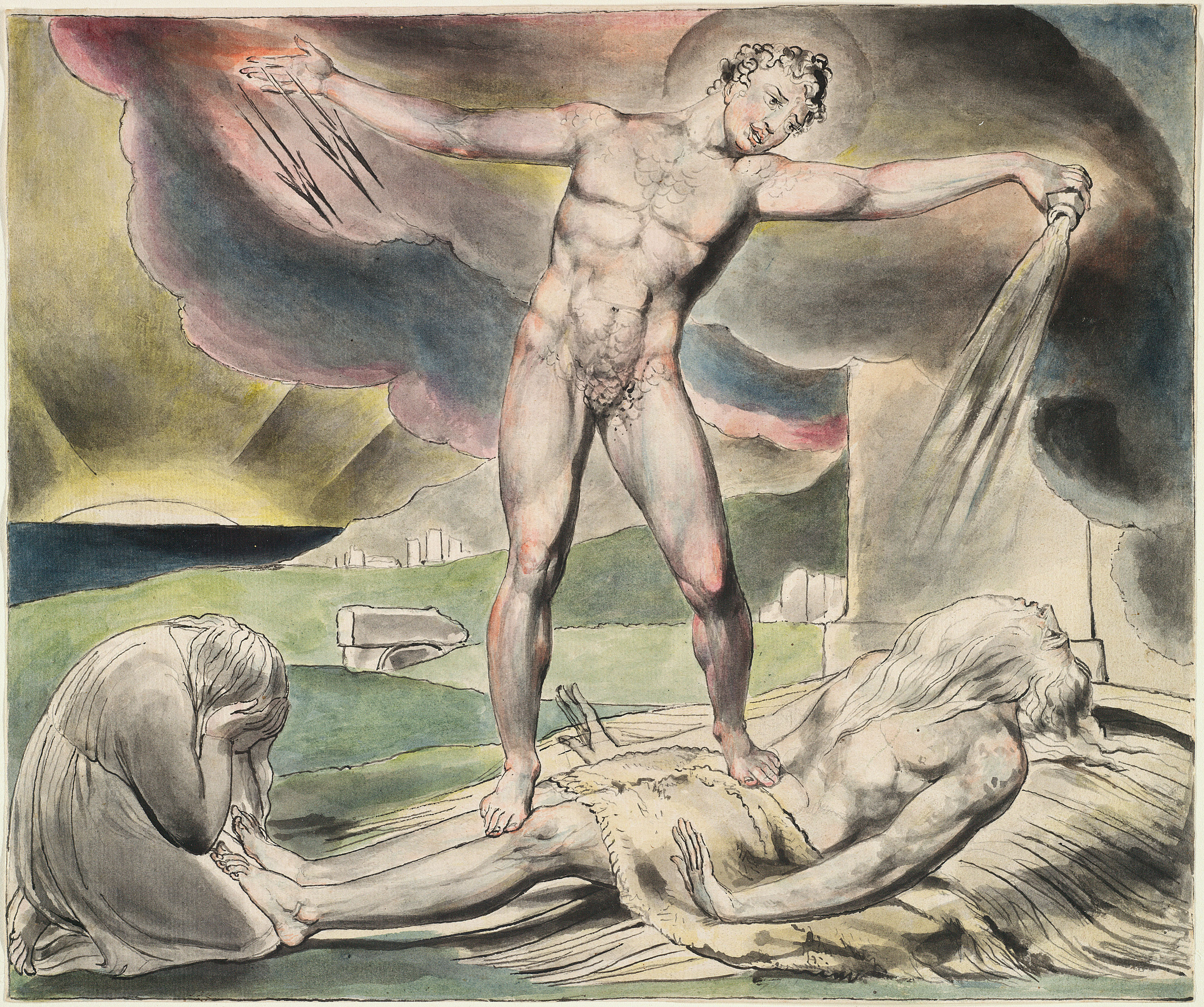
La prova di Giobbe (William Blake, 1821).

Il termine ebraico śāṭān (in ebraico שָּׂטָן‎?) era originariamente un nome comune che significava "accusatore" o "avversario", e che era applicabile sia agli avversari umani che celesti. Il termine deriva da un verbo che significa principalmente "ostacolare, opporsi". In tutta la Bibbia ebraica si riferisce più frequentemente ai normali avversari umani. Tuttavia, 1 Samuele 29,4; 2 Samuele 19,22; 1 Re 5,4; 1 Re 11,14;23,25, Salmi  109,6 e Numeri 22,22;32 usano lo stesso termine per riferirsi all'angelo del Signore. Questo concetto di un essere celeste avversario degli umani si è evoluto nel male personificato da «un essere munito di libero arbitrio» chiamato Satana 18 volte in Giobbe 1–2 e Zaccaria 3.
Sia l'ebraico che il greco hanno articoli determinativi che sono impiegati per differenziare i nomi comuni dai nomi propri. Essi sono usati in modi opposti: in ebraico, l'articolo designa un nome comune, mentre in greco l'articolo segnala un nome di persona (un nome proprio). Ad esempio, nel libro ebraico di Giobbe, uno degli angeli è indicato come satana, «un avversario», ma nella Settanta greca, usata dai primi cristiani, ogni volta che «il Satana» (Ha –Satana) compare con un articolo determinativo, si riferisce specificamente all'individuo conosciuto come l'accusatore celeste il cui nome personale è Satana. In alcuni casi non è chiaro quale sia lo scopo.
Henry A. Kelly afferma che «quasi tutti i traduttori e interpreti moderni» di 1 Cronache 21,1 (in cui la parola «satana» ricorre senza l'articolo determinativo) concordano che il verso contiene «il nome proprio di un essere specifico deputato all'ufficio di avversario». Thomas Farrar scrive che «in tutti e tre i casi, satana fu tradotto nella Settanta come diabolos, e nel caso di Giobbe e Zaccaria, con l'articolo determinativo ho diabolos (l'accusatore; il calunniatore). Gli studiosi dell'Antico Testamento concordano che in tutti e tre questi passaggi che il referente della parola satana è un essere angelico».
Nella prima letteratura rabbinica, Satana non è mai indicato come «il Maligno, il Nemico, Belial, Mastema o Belzebù». Nessuna fonte talmudica descrive Satana come un ribelle contro Dio né come un angelo caduto né predice la sua fine. L'antico testo ebraico descrive Satana come un agente di Dio, una spia, un piccione, un procuratore dell'umanità e persino un boia, che discende sulla terra per saggiare la virtù degli uomini e sviarli, e poi sale al Cielo per accusarli.
Nel Libro di Giobbe, il protagonista è un uomo giusto favorito da Dio. Giobbe 1,6-8 descrive i "figli di Dio" (bənê hā'ĕlōhîm) che si presentano davanti a Lui:
(John L. McKenzie, The Divine Sonship of the Angels)
Dio chiede a uno di loro dove è stato. Satana risponde che ha vagato per la terra e Dio chiede: «Hai considerato il mio servo Giobbe?». Satana pensa che Giobbe ami Dio solo perché è stato benedetto, quindi chiede a Dio di provare la sincerità dell'amore di Giobbe per Dio attraverso la sofferenza, aspettandosi che Giobbe abbandoni la sua fede. Dio acconsente e Satana distrugge la famiglia, la salute, i servi e il gregge di Giobbe, eppure Giobbe si rifiuta di condannare Dio. Alla fine, Dio restituì a Giobbe il doppio di ciò che aveva perso. Questo è uno dei due passaggi dell'Antico Testamento, insieme a Zaccaria 3, dove l'ebraico ha-Satan (l'Avversario) diventa il greco ho diabolos (il Calunniatore) della Settanta greca in uso nella Chiesa paleocristiana. Un satana è coinvolto nel censimento del re Davide e gli insegnamenti cristiani su questo satana variano, proprio come il racconto preesilico di 2 Samuele e il racconto successivo di 1 Cronache presentano prospettive diverse:
(2 Samuele 24:1)
(1 Cronache 21,1)
Secondo alcuni insegnamenti, questo termine si riferisce a un essere umano, che porta il titolo di ‘’satana’’, mentre altri sostengono che si riferisca effettivamente a un agente soprannaturale celeste, un angelo. Poiché il satana è inviato per volontà di Dio, la sua funzione somiglia meno al diabolico nemico di Dio. Anche se è accettato che questo satana si riferisca a un agente soprannaturale, non è necessariamente implicito che si tratti di Satana. Tuttavia, poiché il ruolo della figura è identico a quello del Diavolo, vale a dire quello di indurre Davide al peccato, la maggior parte dei commentatori e dei traduttori concorda sul fatto che il satana di Davide deve essere identificato con Satana e il Diavolo.
La visione di Zaccaria del sommo sacerdote Giosuè descrive una disputa nella sala del trono celeste tra Satana e l'Angelo del Signore (Zaccaria 3,1-2). Il sommo sacerdote Giosuè è vestito di stracci sporchi, che rappresentano la nazione di Giuda e i suoi peccati, ed è sottoposto ad un processo di cui Dio è giudice e Satana in piedi è il pubblico accusatore. Il Signore rimprovera Satana e ordina che a Giosuè siano date vesti pulite, che rappresentano il perdono di Dio dei peccati di Giuda. Goulder (1998) vede la visione come correlata all'opposizione di Sanballat l'oronita. Anche in questo caso Satana agisce secondo la volontà di Dio. Il testo implica che operi sia come accusatore di Dio che come suo carnefice.

### Identificazione con il Diavolo

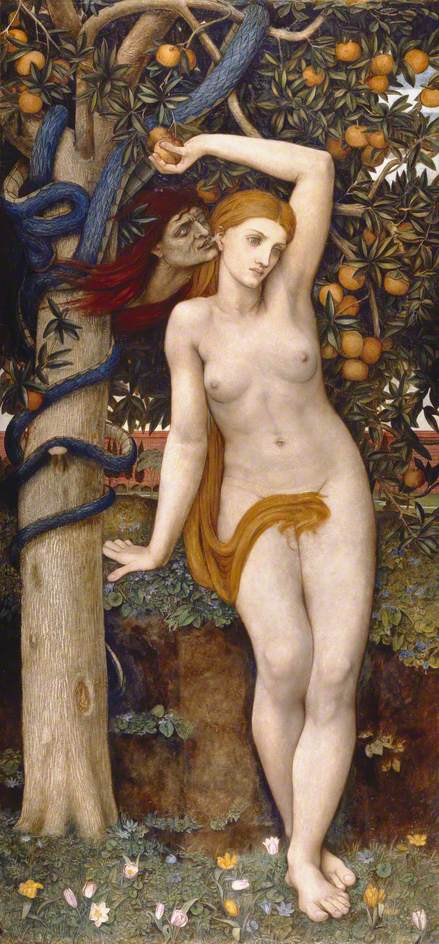
La Tentazione di Eva (John Roddam Spencer Stanhope, 1877)

Alcune parti della Bibbia, che originariamente non si riferiscono a uno spirito malvagio o a Satana, sono state interpretate retroattivamente come riferimenti al Diavolo.

#### Il serpente
Genesi 3 menziona il serpente nel Giardino dell'Eden, che tenta Adamo ed Eva a mangiare il frutto proibito dell'albero della conoscenza del bene e del male, provocando così la loro espulsione dal Paradiso. Dio rimprovera il serpente, affermando: «Io porrò inimicizia tra te e la donna, / tra la tua stirpe e la sua stirpe: / questa ti schiaccerà la testa / e tu le insidierai il calcagno». Sebbene il Libro della Genesi non menzioni mai Satana, i cristiani hanno tradizionalmente interpretato il serpente del Giardino dell'Eden come il Diavolo in base ad Apocalisse 12:9: «Il grande drago, il serpente antico, colui che chiamiamo il Diavolo e Satana e che seduce tutta la terra, fu precipitato sulla terra e con lui furono precipitati anche i suoi angeli». Questo capitolo è usato non solo per spiegare la caduta dell'umanità, ma anche per ricordare al lettore l'inimicizia tra Satana e il genere umano. Il riferimento alla donna che colpisce la testa del serpente è inteso come il segno del trionfo di Cristo sul demonio.

#### Lucifero
L'idea degli angeli caduti era familiare nel pensiero ebraico precristiano dal Libro di Enoch, secondo il quale gli angeli che fecondavano le donne umane furono scacciati dal cielo. Il mito babilonese/ebraico di una stella nascente, come l'incarnazione di un essere celeste che viene precipitato dal Cielo per il suo tentativo di ascendere ai piani superiori degli dèi, si trova anche nella Bibbia, (Isaia 14:12–15) e fu accettato dai primi cristiani e interpretato come un angelo caduto. Nell'Antico Testamento sono presenti pochissime evidenze dell’esistenza degli angeli caduti”.
Aquila di Sinope deriva la parola hêlêl, il nome ebraico della stella del mattino, dal verbo yalal (lamentarsi). Questa derivazione è stata adottata come nome proprio di un angelo che lamenta la perdita della sua antica bellezza. I Padri della Chiesa cristiana, per esempio san Girolamo nella sua Vulgata, lo tradussero come Lucifero. L'equazione di Lucifero con l'angelo caduto probabilmente si è verificata nel giudaismo palestinese del I secolo. I Padri della chiesa portarono il portatore di luce caduto Lucifero in connessione con il diavolo sulla base di un detto di Gesù in Luca 10,18: «Egli disse: "Io vedevo Satana cadere dal cielo come la folgore"».
Nella sua opera De principiis Proemium e in un'omelia sul libro XII, lo studioso cristiano Origene paragonò la stella del mattino Eosforo-Lucifero con il Diavolo. Secondo Origene, Helal-Eosphorus-Lucifer cadde nell'abisso come spirito celeste dopo aver cercato di identificarsi con Dio. Cipriano (c.  400), Girolamo (c. 345–420), sant'Ambrogio (c. 340-397) e alcuni altri Padri della Chiesa sostanzialmente aderirono a questo punto di vista. Consideravano questo rovesciamento terreno di un re pagano di Babilonia come una chiara indicazione del rovesciamento celeste di Satana. I Padri della Chiesa Cirillo di Alessandria (412-444) ed Eusebio (c. 260-340) vedevano nella profezia di Isaia solo la fine mistificante di un re babilonese.

#### Cherubino nell'Eden
Secondo alcuni studioso, il cherubino dell'Eden descritto dal profeta Ezechiele è una prova della dottrina cristiana sul Diavolo:
(Ezechiele 28,13-15)
Questa descrizione è usata per stabilire le principali caratteristiche del Diavolo: che fu creato buono come angelo di alto rango, che visse nell'Eden e che si trasformò nel male di sua iniziativa. I Padri della Chiesa sostenevano che, quindi, non si deve incolpare Dio per il male, quanto piuttosto il Diavolo per l'abuso del suo libero arbitrio.

### Belial
Nell'Antico Testamento, il termine belial (in ebraico  בְלִיַּעַל ‎?, romanizzato: bĕli-yaal), con il significato più ampio di inutilità, indica coloro che operano contro Dio o almeno sono contro l'ordine di Dio. In Deuteronomio 13.14 coloro che tentano le persone ad adorare qualcosa di diverso da Yahweh sono imparentati con il belial. In 1 Samuele 2.12, i figli di Eli sono chiamati belial per non aver riconosciuto Yahweh e aver violato i rituali di sacrificio. In Salmi 18.4 e Salmi 41.8 belial appare nel contesto della morte e della malattia. Nell'Antico Testamento, sia Satana che belial rendono difficile agli uomini vivere in armonia con la volontà di Dio. Belial è quindi un altro modello per la successiva concezione del Diavolo. Sia Satana che belial causano difficoltà agli esseri umani, ma mentre belial si oppone a Dio, rappresenta il caos e la morte e si trova al di fuori del cosmo di Dio, Satana accusa ciò che si oppone a Dio; Satana punisce ciò che belial significa. A differenza di Satana, belial non è un'entità indipendente, bensì un'astrazione.

## Testi intertestamentari
Sebbene non facciano parte della Bibbia canonica, gli scritti intertestamentari hanno plasmato la visione del mondo dei primi cristiani e hanno influenzato l'interpretazione dei testi biblici. Fino al terzo secolo, i cristiani facevano ancora riferimento a queste storie per spiegare l'origine del male nel mondo. Secondo questi testi, il male è entrato nel mondo per opera di angeli apostati, che bramavano le donne e insegnavano il peccato all'umanità. Il Libro di Enoch e il Libro dei Giubilei sono ancora accettati come canonici dalla Chiesa etiope. Molti Padri della Chiesa accettarono le loro opinioni sugli angeli caduti, sebbene escludessero Satana da questi angeli. La sua caduta sarebbe avvenuta dopo aver tentato Eva nel Giardino dell'Eden. Satana veniva usato come nome proprio negli scritti ebraici apocrifi (Libro dei Giubilei 10.11; 23.29; 50.5), il Testamento di Giobbe e l'Assunzione di Mosè che sono contemporanei alla scrittura del Nuovo Testamento.

### Libro di Enoch
Il Libro di Enoch, datato tra l 300 e il 100 a.C. descrive una categoria di angeli chiamati osservatori. Gli Osservatori si innamorarono delle donne umane e scesero sulla terra per avere rapporti sessuali con loro, dando vita a una progenie gigante. Questi angeli caduti sulla terra insegnarono i segreti del Paradiso come l'arte della guerra, l'arte del fabbro e la stregoneria. Questi angeli caduti agiscono indipendentemente l'uno dall'altro, senza un leader specifico, sebbene tra essi siano eminenti gli angeli Semeyaza e Azazel. Solo Azazel è rimproverato da Enoch per aver istruito arti illecite, come affermato in 1 Enoc 13.1. Secondo 1 Enoc 10.6, Dio mandò l'arcangelo Raffaele a incatenare Azazel nel deserto di Dudael.
Satana, invece, appare come capo di una classe di angeli. Satana non è tra gli angeli caduti, quanto piuttosto un aguzzino sia per gli uomini peccatori che per gli angeli peccatori. Gli angeli caduti sono descritti come coloro che «hanno seguito la via di Satana», il che implica che Satana li ha guidati nelle loro vie peccaminose, ma Satana e i suoi angeli sono chiaramente al servizio di Dio, simili a Satana nel Libro di Giobbe. Satana e i suoi seguaci minori agiscono come carnefici di Dio: tentano al peccato, accusano i peccatori per i loro misfatti e infine eseguono il giudizio divino come angeli della punizione.

### Libro dei Giubilei
Il Libro dei Giubilei identifica i Bene Elohim ("figli di Dio") di Genesi 6 con la progenie di angeli caduti, similmente al mito degli angeli osservatori del Libro di Enoch. In tutto il libro emerge con forza la figura dell'angelo Mastema. Mastema chiede a Dio di risparmiare un decimo dei demoni e di assegnarli sotto il suo dominio in modo che possa dimostrare che l'umanità è peccatrice e indegna. Mastema è la prima figura che unisce il concetto Satana e Belial. A Mastema vengono invece attribuite azioni moralmente discutibili attribuite a Dio nell'Antico Testamento, come i disastri ambientali e la tentazione di Abramo, stabilendo un carattere satanico distante dalla volontà di Dio in contrasto con il primo giudaismo. Tuttavia, il testo implica che Mastema è una creatura di Dio, anche se contravviene alla sua volontà. Alla fine dei tempi, sarà estinto.

## Nuovo Testamento

### Vangeli

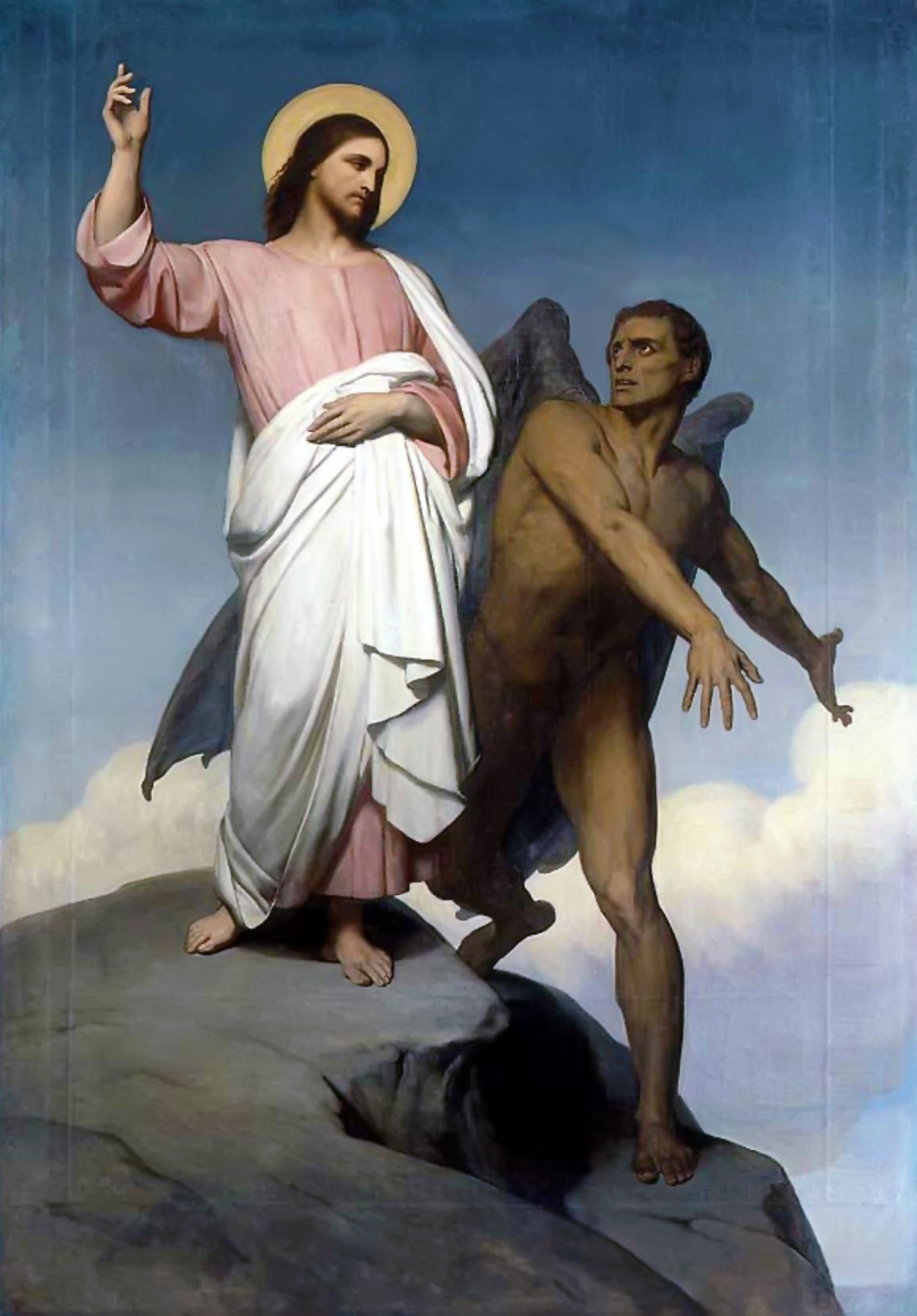
Il Diavolo dipinto nelle Tentazioni di Cristo (Ary Scheffer, 1854).

Il Diavolo figura in modo molto più prominente nel Nuovo Testamento e nella teologia cristiana che nell'Antico Testamento e nel giudaismo. Lo studioso delle religioni William Caldwell scrive che «Nell'Antico Testamento abbiamo visto che la figura di Satana è vaga [...] Nel raggiungere il Nuovo Testamento siamo colpiti dall'unità, chiarezza e definizione del profilo di Satana». La parola greca del Nuovo Testamento per il diavolo, satanas, che ricorre 38 volte in 36 versi, non è in realtà una parola greca: è traslitterata dall'aramaico, ma in definitiva deriva dall'ebraico. Gli studiosi concordano sul fatto che «Satana» è sempre un nome proprio nel Nuovo Testamento. In Marco 1.13 "ho Satanas" è un nome proprio che identifica un essere particolare con una personalità distinta.
(Gibson, 2004)
Sebbene nella teologia cristiana successiva, il Diavolo e i suoi compagni angeli caduti siano spesso fusi in una categoria di spiriti demoniaci, il Diavolo è un'entità unica in tutto il Nuovo Testamento. Il Diavolo non è solo un tentatore, ma forse regna sui regni della terra. Nella tentazione di Cristo (Matteo 4.8-9 e Luca 4,6-7), il Diavolo offre a Gesù tutti i regni della terra, sottintendendo che gli appartengano. Il fatto che Gesù non contesti questa offerta può indicare che gli autori di quei Vangeli credevano che ciò fosse vero. Questa interpretazione, tuttavia, non è condivisa da tutti. Sant’Ireneo sostenne che, poiché il diavolo era un bugiardo fin dall'inizio, anche qui ha mentito e che tutti i regni in effetti appartengono a Dio, riferendosi a Proverbi 21. Questo evento è descritto in tutti e tre i vangeli sinottici (Matteo 4,1-11, Marco 1,12-13 e Luca 4,1-13).
L'influsso del Diavolo si ravvisa anche fra gli avversari umani di Gesù. Giovanni 8,40 parla dei farisei come della «progenie del diavolo». Giovanni 13,2 afferma che il Diavolo entrò in Giuda Iscariota prima del tradimento (Luca 22,3). In tutti e tre i vangeli sinottici (Matteo 9,22–29, Marco 3,22–30 e Luca 11,14–20) i critici di Gesù lo accusano di guadagnare il suo potere di scacciare i demoni da Belzebù, il Diavolo. In risposta, Gesù dice che una casa divisa contro se stessa cadrà, e che non ci sarebbe motivo per cui il diavolo dovrebbe permettere di sconfiggere le proprie opere con la sua stessa potenza.

### Atti ed epistole
L'epistola di Giuda fa riferimento a un episodio in cui l'Arcangelo Michele discuteva con il Diavolo sul corpo di Mosè (Giuda 1,9). Secondo la prima epistola di Pietro, «Il vostro nemico, il Diavolo, come leone ruggente va in giro, cercando chi divorare» (1 Pietro 5,8). Gli autori della Seconda Lettera di Pietro e dell'Epistola di Giuda credono che Dio prepari il giudizio per il Diavolo e per i suoi compagni angeli caduti, che sono legati nelle tenebre fino alla punizione divina.
Nell'Epistola ai Romani, l'ispiratore del peccato è anche implicato come l'autore della morte. L'Epistola agli Ebrei parla del Diavolo come di colui che ha il potere della morte, ma è sconfitto dalla morte di Gesù (Ebrei 2,14). Nella Seconda lettera ai Corinzi, l'apostolo Paolo avverte che Satana è spesso travestito da angelo di luce.

### Apocalisse
Il Libro dell'Apocalisse descrive una battaglia in cielo (12,7-10) tra un drago/serpente «chiamato Diavolo, o Satana» e l'arcangelo Michele che provocò la caduta del drago. Qui, il diavolo è descritto con caratteristiche simili ai mostri del caos primordiale, come il Leviatano nell'Antico Testamento. L'identificazione di questo serpente come Satana supporta l'identificazione del serpente nella Genesi con il Diavolo. Secondo san Tommaso d'Aquino, Ruperto di Deutz e Gregorio Magno (tra gli altri) questa battaglia ebbe luogo dopoché il Diavolo peccò aspirando ad essere indipendente da Dio. Satana e gli angeli malvagi vengono scagliati giù dal cielo dagli angeli buoni guidati da Michele.
Satana accusò gli esseri umani dei loro peccati prima di essere cacciato dal Cielo (Apocalisse 12,10). Dopo 1000 anni il Diavolo sarebbe risorto, solo per essere sconfitto e gettato nel lago di fuoco (Apocalisse 20,10). Un angelo dell'abisso chiamato Abaddon, menzionato in Apocalisse 9,11, è descritto come il suo sovrano ed è spesso considerato l'origine del peccato e uno strumento di punizione. Per questi motivi, Abaddon è anche identificato con il Diavolo.

## Insegnamenti cristiani
Il concetto della caduta degli angeli è di origine precristiana. Gli angeli caduti compaiono in scritti come il Libro di Enoch, il Libro dei Giubilei e probabilmente in Genesi 6,1-4. La tradizione e la teologia cristiane hanno interpretato il mito di una stella nascente, gettata negli Inferi, originariamente relativo a un re babilonese (Isaia 14,12) come il riferimento ulteriore a un angelo caduto. Il Diavolo è generalmente identificato con Satana, l'accusatore del Libro di Giobbe. Solo raramente Satana e il Diavolo sono raffigurati come entità separate.
Gran parte della tradizione del Diavolo non è biblica. Essa deriva da espansioni cristiane post-medievali sulle scritture influenzate dalla mitologia popolare medievale e premedievale. Nel Medioevo ci fu un grande adattamento del materiale biblico, nelle lingue vernacolari, che spesso impiegava forme letterarie aggiuntive come il teatro per trasmettere idee importanti a un pubblico incapace di leggere il latino da solo. A volte ampliavano il testo biblico con aggiunte, sviluppi esplicativi o omissioni. La Bibbia presenta dei silenzi: domande a cui non rivolge risposta. Ad esempio, nella Bibbia, il frutto che mangiarono Adamo ed Eva non è definito; la mela fa parte del folklore.
L'Europa medievale era ben attrezzata per spiegare i silenzi della Bibbia. Oltre all'uso della storia mondiale e all'espansione dei libri biblici, veicoli aggiuntivi per l'ornamento dei racconti biblici erano saghe, leggende e fiabe popolari. Questi fornivano visioni elaborate di una creazione dualistica in cui il Diavolo gareggia con Dio e crea sgradevoli imitazioni delle creature di Dio come pidocchi, scimmie e donne. In certi racconti russi, il Diavolo doveva intrufolarsi a bordo dell'Arca di Noè per evitare di annegare. La capacità del Diavolo, nei racconti popolari, di apparire in qualsiasi forma animale, di cambiare forma o di diventare invisibile, tutti questi poteri, sebbene non menzionati da nessuna parte nella Bibbia, senza dubbio sono stati assegnati al Diavolo durante il Medioevo.
Massimo il Confessore affermò che lo scopo del Diavolo è insegnare agli esseri umani come distinguere tra virtù e peccato. Poiché, secondo gli insegnamenti cristiani, il Diavolo era stato scacciato dalla presenza celeste (a differenza del Satana ebreo, che fungeva ancora da angelo accusatore al servizio di Dio), Massimo spiegò come il Diavolo potesse ancora parlare con Dio, come raccontato nel Libro di Giobbe, nonostante fosse stato bandito. Egli asserì che, poiché Dio è onnipresente nel cosmo, Satana era alla presenza di Dio quando pronunciò la sua accusa a Giobbe senza essere nei cieli. Solo dopo il Giorno del Giudizio, quando il resto del cosmo si sarà riunito con Dio, il Diavolo, i suoi demoni e tutti coloro che si rivolgono al male e all'irrealtà si escluderanno eternamente da Dio e soffriranno per questa separazione.
I cristiani intesero il Diavolo come personificazione del male, autore di menzogne e promotore del male, e come metafora del male umano. Tuttavia, il Diavolo non può andare oltre quanto Dio, o la libertà umana, permette, innescando il problema del male. Gli studiosi cristiani hanno offerto tre teodici principali del perché un Dio buono potrebbe aver bisogno di permettere il male nel mondo. Questi si basano sul libero arbitrio dell'umanità, un Dio che si autolimita, e sull'osservazione che la sofferenza ha un valore di «creazione dell'anima». I teologi cristiani non imputano il male solo al Diavolo, poiché questo crea una sorta di dualismo manicheo che, tuttavia, gode ancora del sostegno popolare.

### Origene
Origene fu probabilmente il primo autore ad usare Lucifero come nome proprio per il diavolo. Nella sua opera De principiis Proemium e in un'omelia sul libro XII, ha paragonato la stella del mattino Eosforo-Lucifero, probabilmente basata sulla vita di Adamo ed Eva, con il Diavolo o Satana. Origene riteneva che Helal-Eosphorus-Lucifer, originariamente scambiato per Fetonte, fosse caduto nell'abisso come spirito celeste dopo aver cercato di identificarsi con Dio. Cipriano (intorno al 400), Ambrogio (intorno al 340-397) e pochi altri Padri della Chiesa aderirono essenzialmente a questa visione che era stata presa in prestito da un mito ellenistico.
Secondo Origene, Dio creò prima le creature razionali e poi il mondo materiale. Le creature razionali si dividono in angeli e umani, entrambi dotati di libero arbitrio, e il mondo materiale è il risultato delle loro scelte. Anche il mondo, abitato dal Diavolo e dai suoi angeli, manifesta ogni genere di distruzione e sofferenza. Origene si oppose alla visione valentiniana secondo cui la sofferenza nel mondo è al di là della portata di Dio e il Diavolo è un attore indipendente. Pertanto, il Diavolo è in grado di perseguire il male solo finché Dio lo consente. Nella cosmologia di Origene il male non ha realtà ontologica, ma è definito dalla mancanza di esistenza. Pertanto, il diavolo è considerato il più lontano dalla presenza di Dio e coloro che aderiscono alla sua volontà seguono lo stesso destino di rimozione dalla presenza divina.
Origene è stato accusato dai cristiani di insegnare la salvezza per il Diavolo. Tuttavia, in difesa di Origene, gli studiosi hanno sostenuto che l'apocatastasi del Diavolo si basa su un'errata interpretazione del suo universalismo. Di conseguenza, non è il Diavolo, come principio del male, personificazione della morte e del peccato, ma l'angelo, che li ha introdotti in primo luogo, che sarà ristabilito dopo aver abbandonato la sua volontà malvagia.

### Agostino d'Ippona
La Civitas Dei di Agostino d'Ippona (V secolo) e la sua successiva opera Sul libero arbitrio divennero importanti influenze nella demonologia occidentale nel Medioevo e persino nell'era della Riforma, influenzando notevoli teologi della Riforma come Giovanni Calvino e Martin Lutero. Per Agostino la ribellione di Satana fu la prima e ultima causa del male; quindi, rigettò gli insegnamenti precedenti secondo cui la caduta di Satana avvenne quando il mondo era già stato creato. Nella sua Civitas Dei descrive due città (Civitates) distinte e opposte l'una all'altra come la luce e le tenebre. La città terrena è influenzata dal peccato del diavolo ed è abitata da uomini malvagi e demoni (angeli caduti) che sono guidati dal diavolo. D'altra parte, la città celeste è abitata da uomini giusti e angeli guidati da Dio. Sebbene la sua divisione ontologica in due diversi regni mostri una somiglianza con il dualismo manicheo, Agostino differisce per quanto riguarda l'origine e il potere del male. Egli sostiene che il male è nato in primo luogo dal libero arbitrio del Diavolo, il quale non ha un'esistenza ontologica indipendente. Agostino ha sempre sottolineato la sovranità di Dio sul diavolo, che può operare solo nei limiti del perimetro della struttura data da Dio.
Agostino scrisse che gli angeli peccarono in circostanze diverse rispetto agli umani, con conseguenze diverse per le loro azioni. I peccati umani sono il risultato di circostanze di cui un individuo può essere o meno responsabile, come il peccato originale. La persona è responsabile delle proprie decisioni, ma non dell'ambiente o delle condizioni in cui le decisioni vengono prese. Gli angeli che divennero demoni vivevano in Cielo; il loro ambiente era radicato e circondato dal divino; avrebbero dovuto amare Dio più di se stessi, ma si sono compiaciuti della propria potenza, e si sono amati di più, peccando «spontaneamente». Poiché hanno peccato «di propria iniziativa, senza essere tentati né persuasi da nessun altro, non possono pentirsi e salvarsi per l'intervento di un altro. Pertanto, sono eternamente e costantemente determinati nell'more di sé. (De lib. arb. 3.10.29–31). Poiché il peccato del Diavolo è intrinseco alla sua natura, Agostino sostiene che il Diavolo fu necessariamente trasformato in essere malvagio subito dopo la sua creazione. Così il tentativo del Diavolo di conquistare il trono di Dio non è un assalto alle porte del cielo, ma una svolta del solipsismo in cui il Diavolo si fa Dio nel suo mondo.
Inoltre, Agostino rifiutò l'idea che l'invidia avrebbe potuto essere il primo peccato (come credevano alcuni primi cristiani, evidente da fonti come la Grotta dei Tesori in cui Satana è caduto perché invidia gli umani e si rifiutava di prostrarsi davanti ad Adamo), poiché l'orgoglio ("l’amarsi più degli altri e di Dio") deve precedere l'invidia ("odio per la felicità degli altri"). Tali peccati furono descritti come allontanamento dalla presenza di Dio. Il peccato del Diavolo non dà al male un valore positivo, poiché il male è, secondo la teodicea agostiniana, semplicemente un sottoprodotto della creazione. Gli spiriti sono stati tutti creati nell'amore di Dio, ma il Diavolo si stimava di più, abbandonando così la sua posizione per un bene inferiore. Meno chiaro è il motivo della scelta del Diavolo di abbandonare l'amore di Dio. In alcune opere, ha affermato che è la grazia di Dio che dà agli angeli una comprensione più profonda della natura di Dio e dell'ordine del cosmo. Illuminati dalla grazia data da Dio, divennero incapaci di provare alcun desiderio di peccato. Gli altri angeli, invece, non sono benedetti dalla grazia e agiscono peccaminosamente.

### Anselmo di Canterbury
Anselmo di Canterbury descrive il motivo della caduta del diavolo nel suo De Casu Diaboli ("Sulla caduta del diavolo"). Rompendo con la demonologia di Agostino, assolse Dio dal predeterminismo e attribuì il peccato al Diavolo. Come i teologi precedenti, Anselmo ha spiegato il male come il nulla, o qualcosa che le persone possono semplicemente attribuire a ciò che non ha sostanza in sé, negandone l'esistenza.
Dio ha dato al diavolo il libero arbitrio, ma non ha fatto peccare il diavolo creando la condizione per abusare di questo dono. Anselmo invoca l'idea della grazia, elargita agli angeli. Secondo Anselmo, la grazia fu offerta anche a Lucifero, ma il Diavolo rifiutò volentieri di ricevere il dono di Dio. Anselmo sostiene inoltre che tutte le creature razionali lottano per il bene, poiché è la definizione di bene che deve essere desiderata dalle creature razionali, motivo per cui il desiderio di Lucifero di diventare uguale a Dio è in realtà conforme al piano divino della creazione. Il Diavolo ha deviato dai piani di Dio quando ha desiderato di diventare uguale a Lui con i propri sforzi e senza affidarsi alla grazia divina.
Anselmo svolse un ruolo importante nello spostare la teologia cristiana dalla teoria del riscatto dell'espiazione secondo la quale la crocifissione di Gesù fu un riscatto pagato a Satana, alla teoria della soddisfazione secondo cui l'umanità ha peccato violando l'armonia cosmica creata da Dio. Per ristabilire questa armonia, l'umanità doveva pagare qualcosa che non doveva a Dio. Ma poiché gli esseri umani non potevano pagarne il prezzo, Dio ha dovuto mandare a sacrificarsi Gesù, che è sia Dio che uomo. Il Diavolo cessa di avere un ruolo importante in questa teoria dell'espiazione. Nella teologia di Anselmo, il Diavolo appare più come un esempio di abuso del libero arbitrio che come un attore significativo nel cosmo. Non è necessario che si spieghi né la caduta né la salvezza dell'umanità.

## Storia

### Primo cristianesimo
La nozione di angeli caduti esisteva già in epoca precristiana, ma non aveva una narrazione unificata. Nel Primo Libro di Enoch, Azazel e la sua schiera di angeli vennero sulla terra in forma umana e insegnarono le arti proibite che sfociavano nel peccato. Nell'Apocalisse di Abramo, Azazel è descritto con il proprio Kavod (Magnificenza), termine usato solitamente per il Divino nella letteratura apocalittica, indicando già il Diavolo come antitesi di Dio il cui regno in Cielo si contrappone a quello del Diavolo sulla terra. Nella vita di Adamo ed Eva, Satana fu scacciato dal cielo per il suo rifiuto di prostrarsi davanti all'uomo, probabilmente la spiegazione più comune per la caduta di Satana nel cristianesimo proto-ortodosso.
Il cristianesimo, tuttavia, descriveva la caduta degli angeli come un evento antecedente alla creazione degli esseri umani. Il Diavolo viene considerato un ribelle a Dio, che ha rivendicato per sé la divinità; e al quale è stato permesso avere un potere temporaneo sul mondo. Pertanto, nelle rappresentazioni precedenti degli angeli caduti, il misfatto dell'angelo malvagio è diretto verso il basso (diretto all'uomo sulla terra) mentre, con il Cristianesimo, il peccato del diavolo è diretto verso l'alto (a Dio). Sebbene il Diavolo sia concepito come intrinsecamente malvagio, influenti studiosi cristiani, come Agostino e Anselmo di Canterbury, concordano sul fatto che il Diavolo fosse stato creato buono ma, a un certo punto, avesse scelto liberamente il male, provocando la sua caduta.
Nel cristianesimo primitivo, alcuni movimenti postularono una distinzione tra il Dio della Legge, creatore del mondo, e il Dio di Gesù Cristo. Tali posizioni furono ricoperte da Marcione, Valentino, Basilide e Ofiti, che negarono che la divinità dell'Antico Testamento fosse il vero Dio, sostenendo che le descrizioni della divinità ebraica sono blasfeme per Dio. Furono contrastati da quelli come Ireneo, Tertulliano e Origene per i quali la divinità presentata da Gesù e il Dio degli ebrei sono la medesima entità, e che, a loro volta, accusarono tali movimenti di bestemmiare contro Dio affermando un potere superiore al Creatore. Come risulta evidente dal De Principiis di Origene, coloro che negavano che la divinità dell'Antico Testamento fosse il vero Dio sostenevano che Dio può essere solo buono e non può essere soggetto a emozioni inferiori come la rabbia e la gelosia. Accusarono la divinità dell'Antico Testamento di auto-divinizzazione, identificandola con Lucifero (Hêlêl), l'avversario di Gesù e sovrano del mondo.
Tuttavia, non tutti i movimenti dualistici identificavano il Creatore con il Diavolo. Nel valentinismo il Creatore è semplicemente ignorante, ma non malvagio, colui che cerca di modellare il mondo nel miglior modo possibile, ma è privo del potere appropriato per preservarne la bontà. Ireneo scrive in Adversus Haereses che, secondo il sistema cosmologico valentiniano, Satana era il sovrano che siede alla sinistra del Creatore, ma che in realtà è superiore a ques'ultimo, in quanto composto di puro spirito, mentre il Creatore sarebbe fatto di materia che è di ordine inferiore.

### Bisanzio

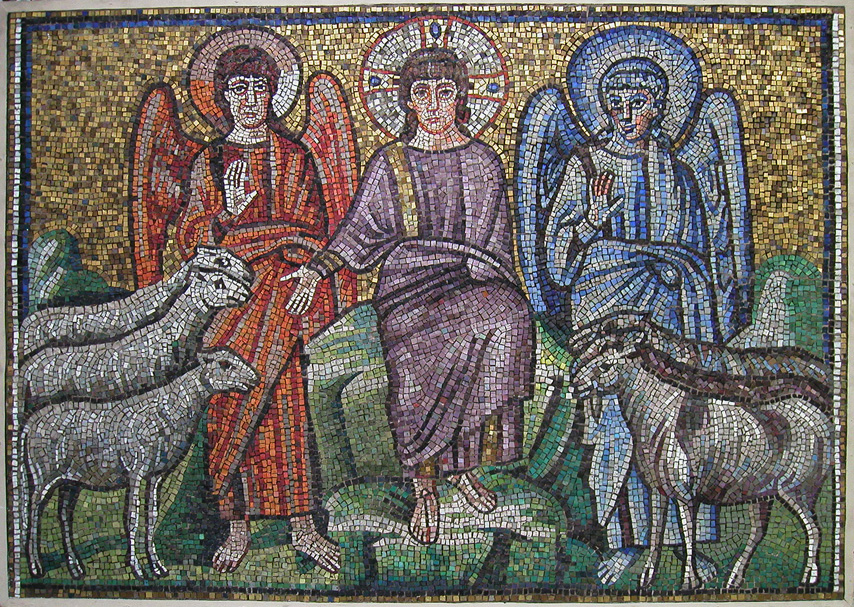
Copia di un mosaico dei primi del VI secolo in Sant'Apollinare Nuovo, Ravenna, raffigurante Cristo che separa le pecore dalle capre. L'angelo blu è probabilmente la più antica rappresentazione cristiana di Satana, che raccoglie i peccatori simboleggiati dalle capre. Qui, non è il mostro diabolico conosciuto dall'iconografia successiva, ma gli viene garantita la stessa presenza nella corte celeste. Tuttavia, l'identificazione di questa figura con Satana è controversa.

La concezione bizantina del Diavolo derivava principalmente dai Padri della Chiesa dei primi cinque secoli. Il Diavolo svolse solo un ruolo marginale nella teologia bizantina a motivo dell'attenzione al monachesimo, al misticismo e alla teologia negativa, che erano più unificanti delle tradizioni occidentali. All'interno di tale cosmologia monistica, il male era considerato come una mancanza di essere, priva di una reale esistenza ontologica. Così il Diavolo divenne l'entità più lontana da Dio, come descritto dallo Pseudo-Dionigi l'Areopagita.
Giovanni Climaco descrisse in dettaglio gli inganni del Diavolo nel suo trattato monastico Climax Paradisi. La prima trappola del Diavolo e dei suoi demoni è impedire alle persone di compiere buone azioni. Nella seconda si fa del bene ma non secondo la volontà di Dio. Nella terza si diventa orgogliosi delle proprie buone azioni. Solo riconoscendo che tutto il bene che si può compiere viene da Dio si può evitare l'ultima e più pericolosa trappola.
Giovanni Damasceno, le cui opere influenzarono anche le tradizioni scolastiche occidentali, elaborò una confutazione della cosmologia dualistica. Contro le religioni dualistiche come il manicheismo, sostenne che, se il Diavolo fosse un principio indipendente da Dio e dunque vi fossero due principi, essi dovrebbero essere in completa opposizione. Ma se esistono, secondo Giovanni, entrambi condividono il tratto dell'esistenza, risultando di nuovo in un unico principio (quello dell'esistenza). Influenzato da Giovanni Evangelista, sottolineò che luce e tenebra sono metafore del bene e del male. Come l'oscurità, la privazione del bene porta a diventare inesistenti e più oscuri.
La teologia bizantina non considera il Diavolo redimibile. Poiché il Diavolo è uno spirito, questi e i suoi angeli non possono mutare la propria volontà, così come gli esseri umani trasformati in spirito dopo la morte non sono in grado di cambiare il proprio atteggiamento.

### Alto Medioevo

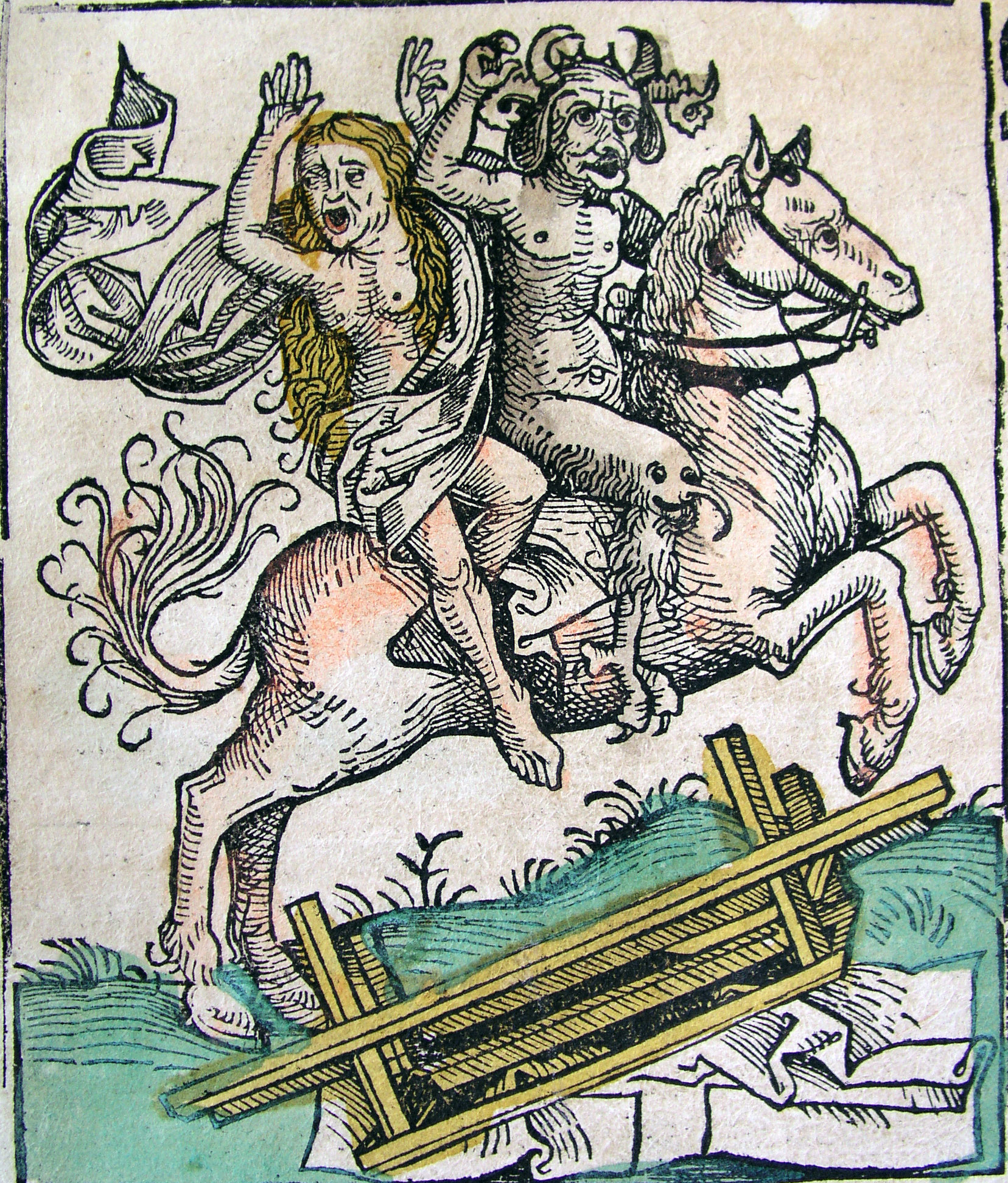
Il diavolo a cavallo. (Cronache di Norimberga, 1493).

Sebbene gli insegnamenti di Agostino, che rifiutò gli scritti enochiani e associò il diavolo all'orgoglio invece che all'invidia, siano generalmente considerati le raffigurazioni più importanti del Diavolo nel cristianesimo medievale, alcuni concetti come la concezione male quale mera assenza di bene, erano troppo sottili per essere abbracciati dalla maggior parte dei teologi altomedioevali. Essi cercarono un'immagine meno astratta del male per rappresentare la lotta e il dolore spirituali, in modo tale che il Diavolo divenne un'entità più concreta. Dal IV al XII secolo le idee cristiane si combinarono con le credenze pagane europee creando un vivido folklore intorno al Diavolo e introducendo nuovi elementi. Sebbene i teologi di solito confondessero i demoni, Satana e il Diavolo, la demonologia medievale seppe distinguere in modo piuttosto coerente Lucifero, l'angelo caduto immobile all'Inferno, e il Satana mobile che esegue la sua volontà.
Gli dei teutonici erano spesso considerati demoni o addirittura il diavolo. Nel Flateyjarbók, Odino è esplicitamente descritto come un'altra forma del Diavolo, che i pagani adoravano e in onore del quale compivano sacrifici. Tutto ciò che era sacro ai pagani o alle divinità straniere era generalmente percepito come sacro al Diavolo e temuto dai cristiani. Molti spiriti della natura pagani come nani ed elfi furono visti come demoni, sebbene rimanesse una differenza tra i mostri e demoni. I mostri, considerati esseri umani deformi, probabilmente senz'anima, furono creati affinché le persone potessero essere grate a Dio di non soffrire in tale stato; si classificavano al di sopra dei demoni esistenti e rivendicavano ancora un piccolo grado di bellezza e bontà poiché non si erano allontanati da Dio.
Era ampiamente accettata l'idea che le persone potessero fare un patto col Diavolo mediante il quale il diavolo avrebbe tentato di impadronirsi dell'anima di un essere umano. Nelle storie folcloristiche l'uomo rinunciava spesso alla fede in Cristo, ma talora il Diavolo poteva essere facilmente ingannato dal coraggio e dal buon senso, e in questi casi era presentato come un personaggio comico di rilievo. In molti racconti popolari tedeschi, il Diavolo sostituisce il ruolo di un gigante ingannato, noto nei racconti pagani. Ad esempio, in uno di questi racconti il Diavolo costruisce un ponte in cambio dell'anima del primo essere di passaggio, poi la gente lascia passare per primo un cane e il Diavolo viene imbrogliato. Le dottrine di papa Gregorio Magno sul Diavolo furono ampiamente accettate durante il periodo medievale e, combinate con il punto di vista di Agostino, divennero la versione dominante della demonologia.
Gregorio affermò che il Diavolo fu la prima creatura di Dio. Era un cherubino e il capo degli angeli (contrariamente allo scrittore bizantino Pseudo-Dionigi, che non collocava il Diavolo nella gerarchia angelica). Gregorio ed Agostino concordavano nell'idea che il Diavolo cadde per sua volontà, mentre Dio non perdeva il controllo ultimo del cosmo. A sostegno della sua argomentazione, Gregorio parafrasa parti dell'Antico Testamento secondo cui Dio manda uno spirito malvagio. La volontà dei demoni è veramente ingiusta; Dio semplicemente reindirizza le azioni malvagie verso la giustizia.
Per Gregorio il Diavolo è quindi anche il tentatore. Il tentatore incita, ma è la volontà umana che acconsente a peccare. Il Diavolo è responsabile solo della prima fase del peccato.

### Catari e Bogomili

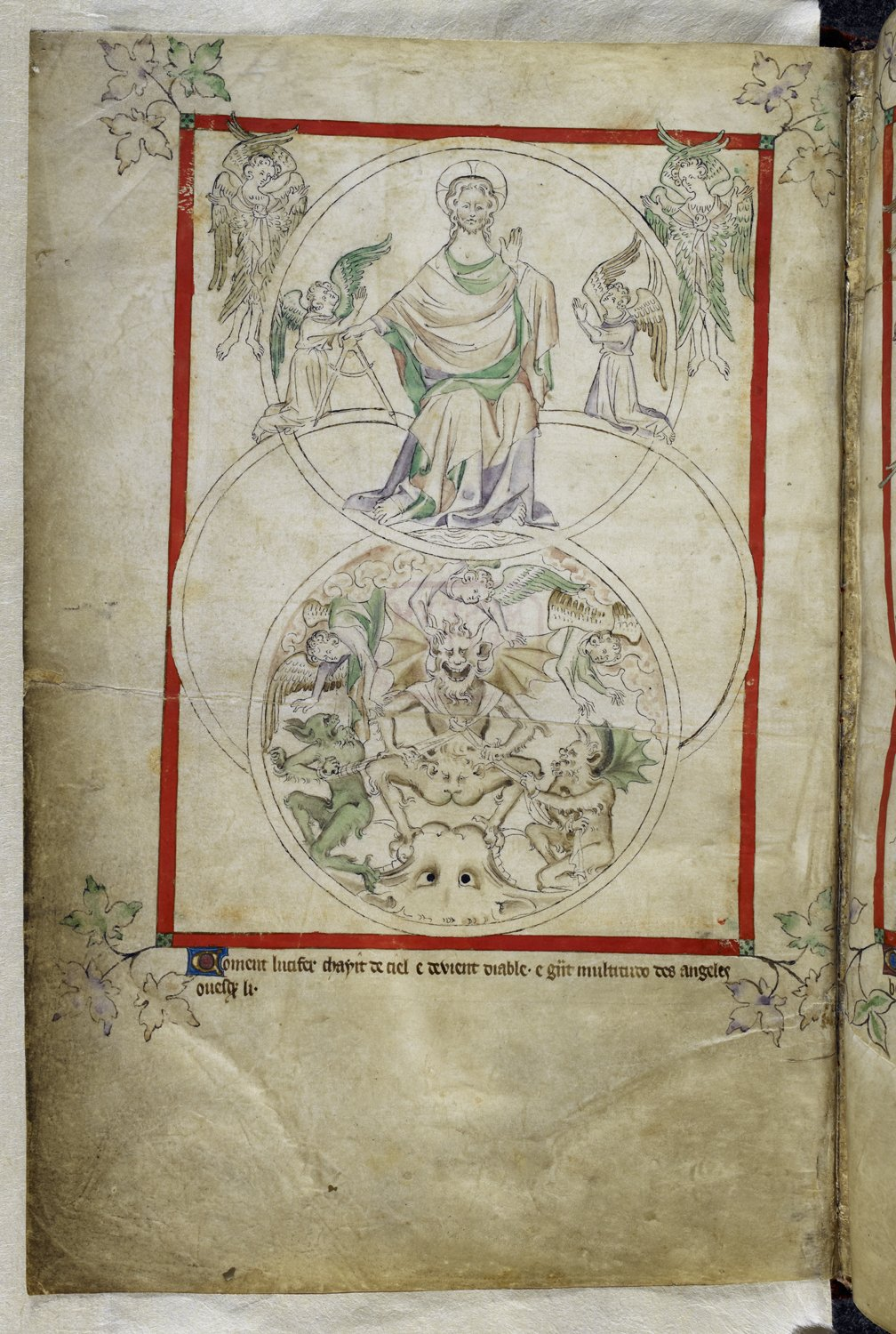
Dio e Lucifero – Salterio della regina Maria (1310–1320), f.1v – BL Royal MS 2 B VII

La rinascita del dualismo nel XII secolo da parte del catarismo influenzò profondamente il modo cristiano di intendere il Diavolo. Ciò che è noto dei Catari deriva in gran parte da ciò che è sopravvissuto dei critici della Chiesa cattolica la quale distrusse i documenti storici durante la Crociata Albigese. Alano di Lilla (1195 circa), accusò i Catari di credere in due dei, uno della luce e uno delle tenebre. Durand de Huesca, rispondendo a un trattato cataro databile al 1220, indicò che essi consideravano il mondo fisico come la creazione di Satana. Un ex cataro italiano diventato domenicano, Sacconi, nel 1250 testimoniò all'Inquisizione che i suoi ex correligionari credevano che il Diavolo creasse il mondo e tutto ciò che contiene.
Il catarismo probabilmente affonda le sue radici nel bogomilismo, fondato da Teofilo nel X secolo, che a sua volta doveva molte idee ai primi Pauliciani in Armenia e nel Vicino Oriente ed ebeun forte impatto sulla storia dei Balcani. La loro vera origine risiede probabilmente in sette precedenti come il nestorianesimo, il marcionismo e il borboritismo, che condividono tutte la nozione di un Gesù docetico. Come queste eresie precedenti, i bogomiliti concordano su un dualismo tra corpo e anima, materia e spirito e su una lotta tra il bene e il male. Rifiutando la maggior parte dell'Antico Testamento, si opposero alla Chiesa, identificando il Dio dei cattolici con il Diavolo. Tra i Catari vi fu sia un dualismo assoluto (condiviso con i bogomiliti e il primo gnosticismo cristiano) sia un dualismo mitigato come parte della propria interpretazione.
I dualisti mitigati erano meno lontani dal Cristianesimo, poiché consideravano Lucifero come un angelo creato da Dio (attraverso l'emanazione, in quanto, rifiutando l'Antico Testamento, rifiutavano la creazione ex nihilo), il quale cadde a causa della sua stessa volontà.
D'altra parte, i dualisti assoluti considerano Lucifero come l'eterno principio del male, esterno alla creazione di Dio. Secondo questi ultimi, Lucifero costrinse le anime buone ad assumere una forma fisica e le imprigionò nel suo regno. Secondo il dualismo assoluto, né le anime del regno celeste né il Diavolo e i suoi demoni hanno il libero arbitrio, bensì seguono semplicemente la loro natura. Ciò equivaleva a rifiutare la nozione cristiana di peccato.
La Chiesa cattolica reagì alla diffusione del dualismo nel Concilio Lateranense IV (del 1215), affermando che Dio creò tutto dal nulla; che il Diavolo e i suoi demoni furono creati buoni, ma divennero cattivi di loro propria volontà; che gli umani cedettero alle tentazioni del Diavolo, cadendo così nel peccato; e che, dopo la risurrezione, le persone malvagie soffriranno insieme al Diavolo, mentre le persone buone godranno dell'eternità con Cristo. Solo una minoranza dell'Università di Parigi, nel 1241, proposero l'affermazione contraria, che Dio creò il Diavolo come essere malvagio senza una decisione da parte di quest'ultimo.
Dopo il crollo dell'Impero ottomano, parti del dualismo bogomiliano sopravvissero nel folklore balcanico riguardante la creazione: prima che Dio creasse il mondo, incontrò un'oca nell'oceano eterno. Secondo il racconto, il nome dell'oca era Satana ed essa affermava di essere un dio. Quando Dio chiese a Satana chi fosse, il Diavolo rispose «il dio degli dei». Dio chiese che il Diavolo poi si tuffasse sul fondo del mare per reperire il fango dal quale fu modellato il mondo. Dio creò i suoi angeli e il Diavolo creò i suoi demoni. Più tardi, il Diavolo cercò di aggredire Dio, ma fu gettato nell'abisso. Rimase in agguato sulla creazione di Dio, pianificando un altro attacco al Paradiso. Questo mito presenta alcune somiglianze coi miti turchi preislamici della creazione e con l'immaginario bogomilita.

### La Riforma

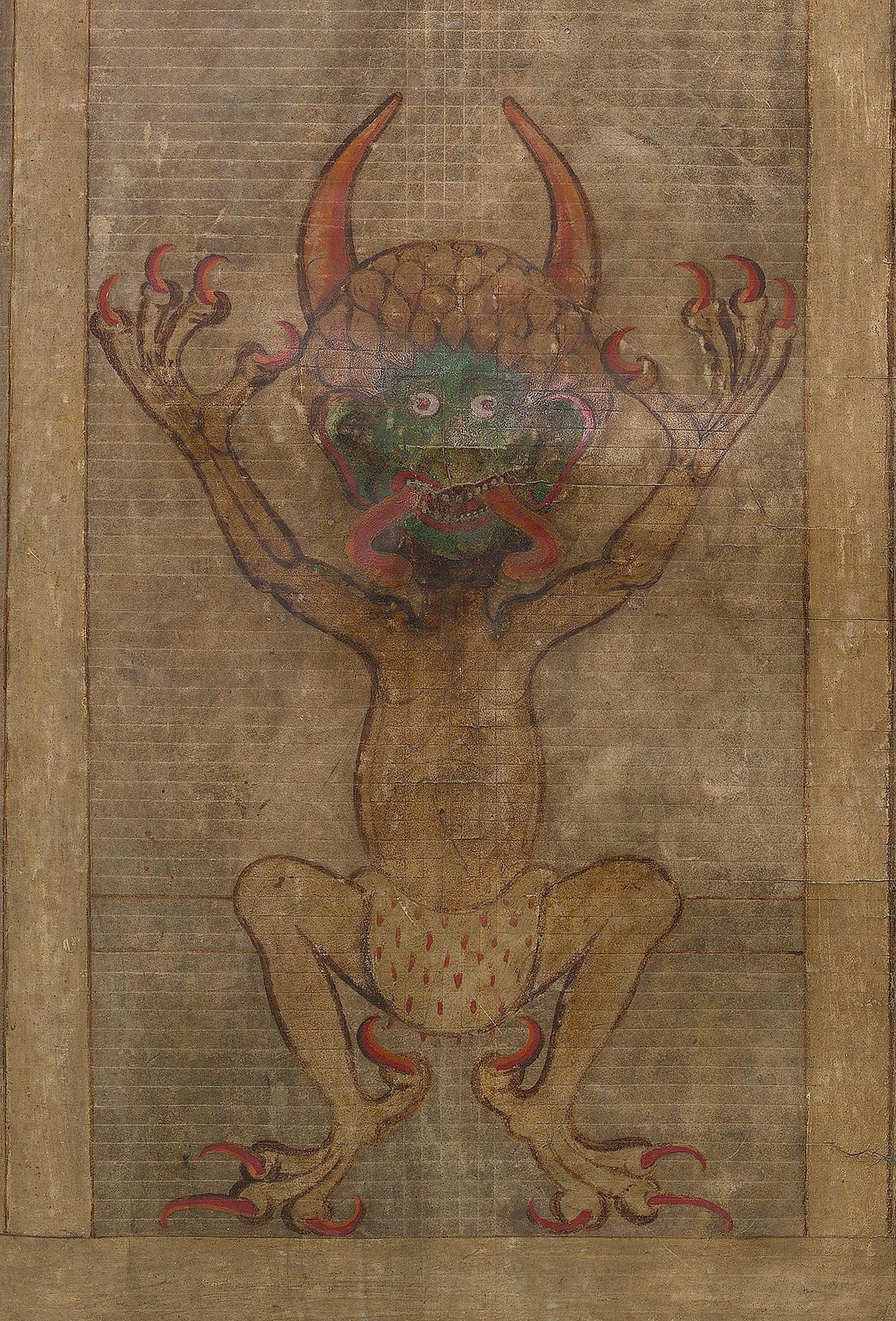
Rappresentazione del diavolo nel Codex Gigas.

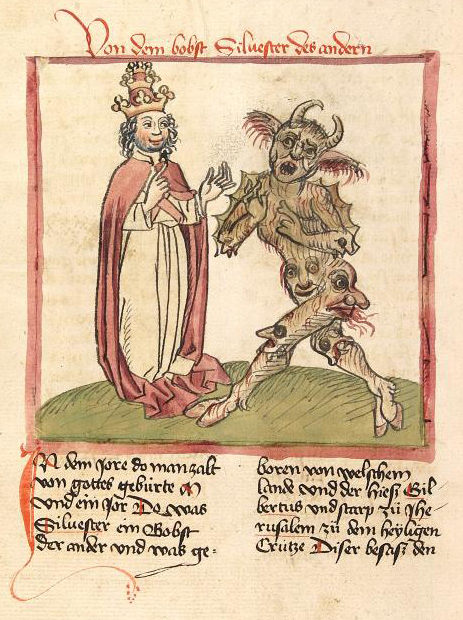
Papa Silvestro II e il Diavolo in un'illustrazione del 1460 ca.

Dall'inizio della prima età moderna (intorno al 1400), i cristiani iniziarono a immaginare il Diavolo come un'entità sempre più potente, che conduce costantemente le persone alla menzogna. Ebrei, streghe, eretici e lebbrosi erano spesso associati al Diavolo. Nel 1486 fu scritto il Malleus Maleficarum, un'estesa opera popolare sulla caccia alle streghe. I protestanti e la Chiesa cattolica iniziarono ad accusarsi a vicenda di insegnare false dottrine e di cadere involontariamente nelle trappole del Diavolo. Sia i cattolici che i protestanti riformarono la società cristiana spostando le loro principali preoccupazioni etiche dall'evitare i sette peccati capitali all'osservanza dei Dieci Comandamenti. I peccati più temuti divennero l'idolatria e la slealtà verso Dio, che era anche slealtà nei confronti della Chiesa.
Alcuni movimenti di riforma e primi umanisti spesso rifiutavano il concetto di un Diavolo personale. Ad esempio, Voltaire rigettò la credenza nel Diavolo come una superstizione.

#### Primo pensiero protestante

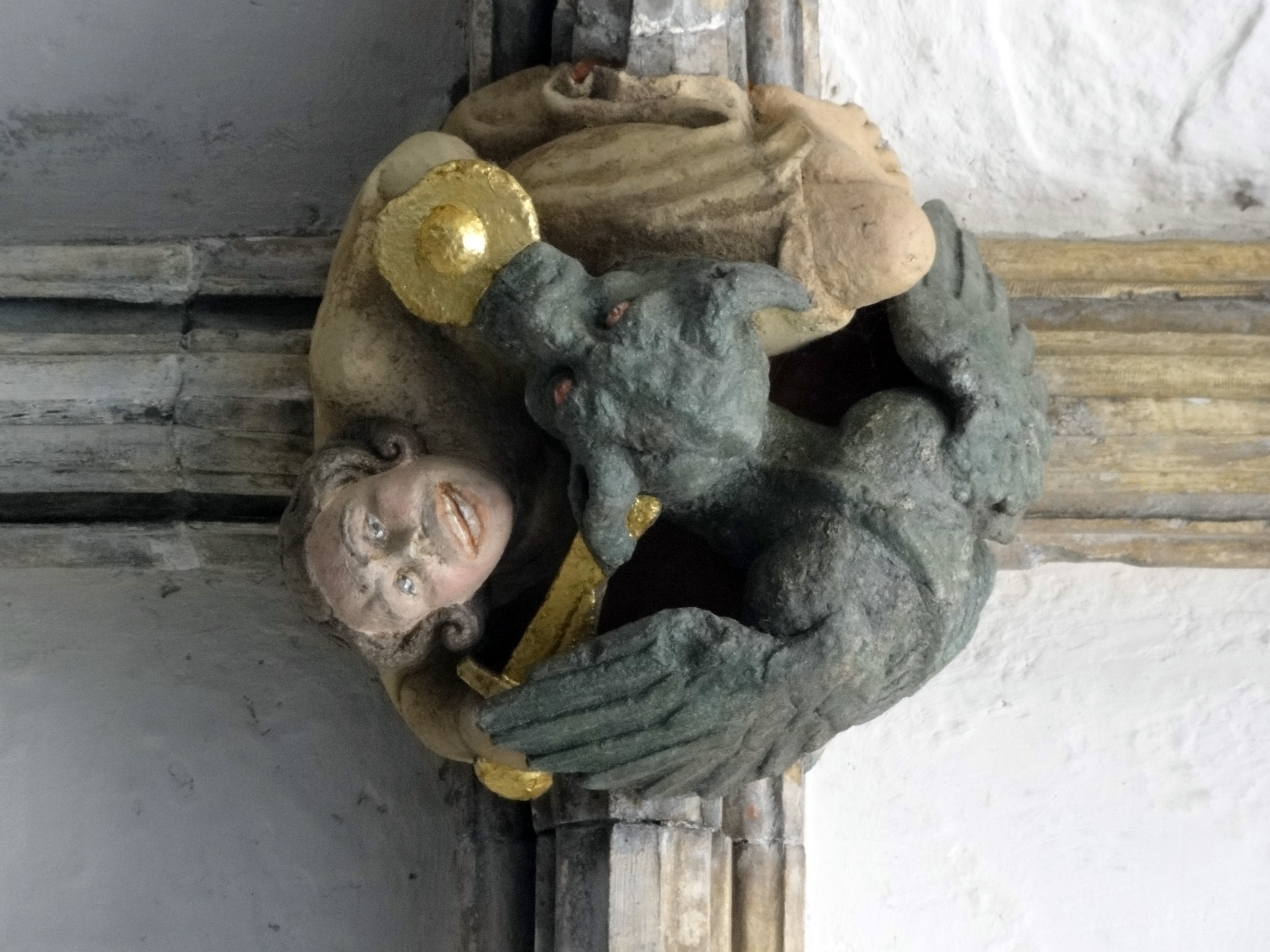
Il Diavolo combattuto da un cristiano usando una spada d'oro (dettaglio del soffitto del chiostro della cattedrale di Norwich).

Martin Lutero insegnò che il Diavolo era reale, personale e potente. Il male non fu una mancanza di bene, ma la volontà presuntuosa contro Dio, la Sua parola e la Sua creazione. Egli affermò anche la realtà della stregoneria provocata dal Diavolo. Tuttavia, negò la realtà del volo e delle metamorfosi delle streghe, considerate invece come frutto dell'immaginazione. Secondo Lutero, Il Diavolo è capace di possedere le persone;. il posseduto poteva avvertire la presenza del Diavolo dentro di sé, nello stesso modo in cui un credente sente lo Spirito Santo nel suo corpo. Nel suo Theatrum Diabolorum Lutero elenca diverse schiere di diavoli maggiori e minori. I diavoli maggiori inciterebbero a peccati maggiori, come l'incredulità e l'eresia, mentre i diavoli minori a peccati minori come l'avidità e la fornicazione. Tra questi diavoli compare anche Asmodeo che è menzionato nel Libro di Tobia. Questi diavoli antropomorfi sono usati come espedienti stilistici per il suo pubblico, sebbene Lutero li consideri come manifestazioni diverse di uno spirito (cioè il Diavolo).
Giovanni Calvino insegnò la visione tradizionale del Diavolo come angelo caduto. Calvino ripete la similitudine di sant'Agostino: «L'uomo è come un cavallo, con Dio o il diavolo come cavaliere». Interrogato da Serveto che aveva detto che tutta la creazione era parte di Dio, Calvino chiese «che ne sarà del Diavolo?», e Serveto rispose che «tutte le cose sono parte e porzione di Dio». I protestanti consideravano gli insegnamenti della Chiesa cattolica minati dall'azione di Satana, come una sostituzione degli insegnamenti biblici con usanze inventate. Secondo i protestanti, i cattolici seguivano Satana inconsciamente, a differenza degli eretici e delle streghe. Abbandonando i riti cerimoniali e l'intercessione della Chiesa cattolica, i riformatori sottolinearono la resistenza individuale contro le tentazioni del Diavolo. Tra gli insegnamenti di Lutero per allontanare il Diavolo c'era una raccomandazione della musica poiché «il Diavolo non sopporta l'allegria».

#### Anabattisti e dissidenti
David Joris fu il primo degli anabattisti a suggerire che il diavolo fosse solo un'allegoria (1540 circa); il suo punto di vista trovò un seguito piccolo ma persistente nei Paesi Bassi. Il Diavolo come angelo caduto simboleggiava la caduta di Adamo dalla grazia di Dio, mentre Satana rappresentava un potere nell'uomo.
Thomas Hobbes (1588-1679) usò il diavolo come metafora. Il Diavolo, Satana e figure simili menzionate in tutta la Bibbia, nella sua opera Leviatano si riferiscono a uffici o qualità, ma non a esseri individuali.
Tuttavia, queste opinioni rimasero minoritarie nell'era moderna. Daniel Defoe nel suo The Political History of the Devil (1726) descrive tali punti di vista come una forma di «ateismo pratico». Defoe scrisse che «coloro che credono che ci sia un Dio, [...] riconoscono il debito di omaggio che l'umanità ha [...] con la natura, e il credere che l'esistenza del Diavolo sia un debito simile con la ragione».

### Nell'era moderna
Con la crescente influenza del positivismo, dello scientismo e del nichilismo nell'era moderna, sia il concetto di Dio che quello del Diavolo sono diventati meno rilevanti per molti. Tuttavia, Gallup riferì che «indipendentemente dal credo politico, dall'inclinazione religiosa, dall'istruzione o dalla regione, la maggior parte degli americani crede che esista il Diavolo».
Molti teologi cristiani interpretarono il Diavolo nel suo contesto culturale originario come un simbolo di forze psicologiche. Molti abbandonarono il concetto del Diavolo come un presupposto non necessario: il Diavolo non aggiunge molto alla soluzione del problema del male, poiché, indipendentemente dal fatto che gli angeli abbiano peccato o meno davanti agli uomini, permane la domanda inerente al modo in cui il male sia entrato nel mondo in primo luogo.
Rudolf Bultmann insegnò che i cristiani devono rifiutare la fede nel Diavolo intesa in senso letterale favore della formulazione di una fede autentica nel mondo di oggi.
Al contrario, le opere di scrittori come Jeffrey Burton Russell conservano la credenza fedele alla lettera dei testi, in un essere personale caduto di qualche tipo. Russell sostiene che i teologi come Bultmann che rifiutano un Diavolo inteso in senso letterale, trascurano il fatto che il Diavolo è parte integrante del Nuovo Testamento fin dalle sue origini.
Il teologo cristiano Karl Barth non descrive il diavolo né come persona né come una forza meramente psicologica, ma come una natura che si oppone al bene. Include il Diavolo nella sua triplice cosmologia fra Dio, la creazione divina e il nulla. Il nulla non è inteso come assenza di esistenza, ma come un piano dell'esistenza nel quale Dio ritira la sua potenza creatrice. Il Diavolo è raffigurato come il caos che si oppone all'essere reale, che distorce la struttura del cosmo e guadagna influenza sull'umanità. In contrasto con il dualismo, Barth affermò che l'opposizione alla realtà implica la realtà, e che quindi l'esistenza del diavolo dipende dall'esistenza di Dio e non è un principio indipendente.

## Per denominazione

### Chiesa Cattolica

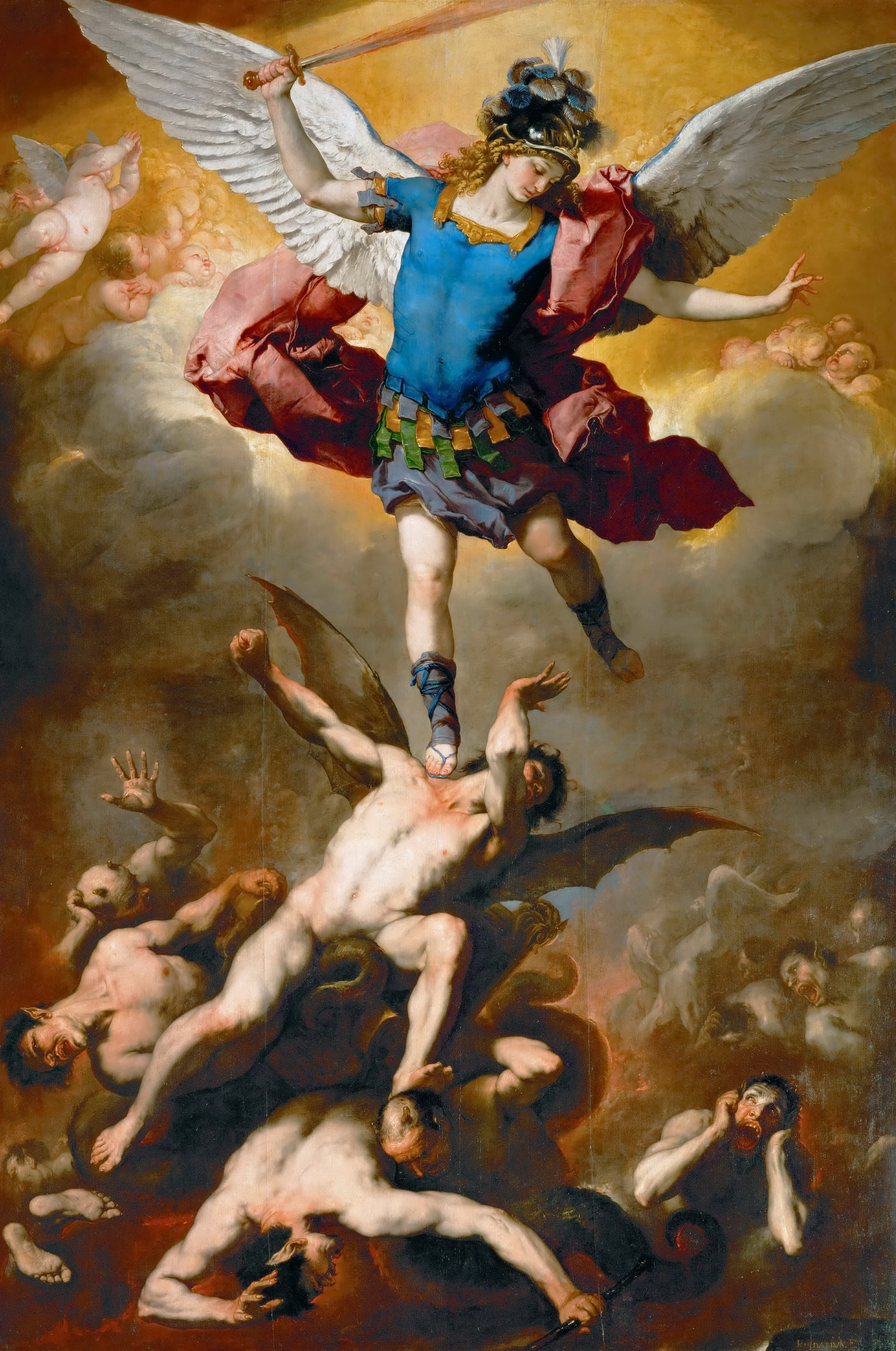
L'arcangelo Michele e gli angeli caduti (Luca Giordano, Vienna, 1666).

Il Catechismo della Chiesa Cattolica afferma che il Diavolo fu creato da Dio come un angelo buono, e decadde dalla grazia divina per il suo libero arbitrio suo e di quello degli angeli suoi compagni. Satana non è un essere infinitamente potente in quanto, sebbene sia un angelo, e quindi puro spirito, è comunque considerato una creatura. Le azioni di Satana sono permesse dalla divina provvidenza. Il cattolicesimo rifiuta l'apocatastasi, la riconciliazione con Dio suggerita da Origene.
All'interno della tradizione della Chiesa cattolica esistono numerose preghiere e pratiche contro il Diavolo. Il Padre Nostro contiene una petizione per essere liberati «dal Maligno», ma esistono anche altre preghiere specifiche.
La Preghiera a San Michele chiede espressamente che i cattolici siano difesi «contro la malvagità e le insidie del Diavolo». Dato che alcuni dei messaggi di Nostra Signora di Fatima sono stati collegati dalla Santa Sede alla «fine dei tempi», alcuni autori cattolici hanno concluso che l'angelo a cui si fa riferimento nei messaggi di Fatima è san Michele Arcangelo, che sconfigge il Diavolo nella guerra in Paradiso. Timothy Tindal-Robertson sostiene che la consacrazione della Russia sia stata un passo nell'eventuale sconfitta di Satana da parte dell'arcangelo Michele.
L'esorcismo è usato all'interno della Chiesa Cattolica contro il Diavolo e la possessione demoniaca. Secondo il Catechismo della Chiesa Cattolica, «Gesù ha compiuto esorcismi e da lui la Chiesa ha ricevuto il potere e l'ufficio di esorcizzare». Gabriele Amorth, il capo esorcista della Diocesi di Roma, metteva in guardia dall'ignorare Satana, dicendo: "Chi nega Satana nega anche il peccato e non comprende più le azioni di Cristo". La Chiesa cattolica considera la battaglia contro il Diavolo in corso. Durante una visita del 24 maggio 1987 al Santuario di San Michele Arcangelo, papa Giovanni Paolo II disse:
(Giovanni Paolo II, 24 maggio 1987)

### Chiese ortodosse orientali
Nell'Ortodossia orientale il Diavolo è parte integrante della cosmologia cristiana. L'esistenza del Diavolo non è oggetto di discussione. Secondo la tradizione cristiana ortodossa orientale, ci sono tre nemici dell'umanità, ovvero la morte, il peccato e Satana. A differenza del Cristianesimo occidentale, il peccato non è visto come una scelta deliberata ma come una debolezza universale e inevitabile. Il peccato è un volgersi da Dio verso se stessi, una forma di egoismo e di ingratitudine, che allontana da Dio e dirige verso la morte e il nulla. Lucifero ha inventato il peccato, che ha portato alla morte, e lo ha introdotto prima agli angeli, che sono stati creati prima nel mondo materiale, e poi all'umanità. Lucifero, considerato un ex arcangelo radioso, perse la propria luce dopo la caduta e divenne l'oscuro Satana (il nemico).
L'ortodossia orientale sostiene che Dio non ha creato la morte, ma che è stata forgiata dal Diavolo attraverso la devianza dalla retta via (che è l'amore per Dio e la gratitudine). In un certo senso era un luogo dove Dio non c'era, perché non poteva morire, eppure era una prigione ineludibile per tutta l'umanità fino alla venuta di Cristo. Si potrebbe dire che prima della risurrezione di Cristo l'umanità aveva un motivo per temere il Diavolo, poiché era una creatura che poteva separare l'umanità da Dio e fonte di vita, poiché Dio non poteva entrare nell'Inferno e l'umanità non poteva sfuggirgli.
Una volta nell'Ade, gli ortodossi sostengono che Cristo, essendo buono e giusto, ha concesso la vita e la risurrezione a tutti coloro che volevano seguirLo. Di conseguenza, il diavolo è stato rovesciato e non è più in grado di trattenere l'umanità. Con la prigione spogliata, il Diavolo ha potere solo su chi lo sceglie liberamente e pecca.

### Protestanti evangelici
I Protestanti evangelici concordano sul fatto che Satana è un essere reale, creato, interamente dedito al male e che il male è tutto ciò che si oppone a Dio o non è voluto da Dio. Gli evangelici sottolineano il potere e il coinvolgimento di Satana nella storia in vari gradi; alcuni ignorano virtualmente Satana e altri si dilettano nelle speculazioni sulla guerra spirituale contro quel potere personale delle tenebre. Secondo Soergel, Martin Lutero evitò «un trattamento estensivo del posto degli angeli nella gerarchia celeste o nella teologia cristiana». I protestanti moderni continuano sulla stessa linea, non ritenendo né utile né necessario conoscere l'esistenza e l'opera del demonio.

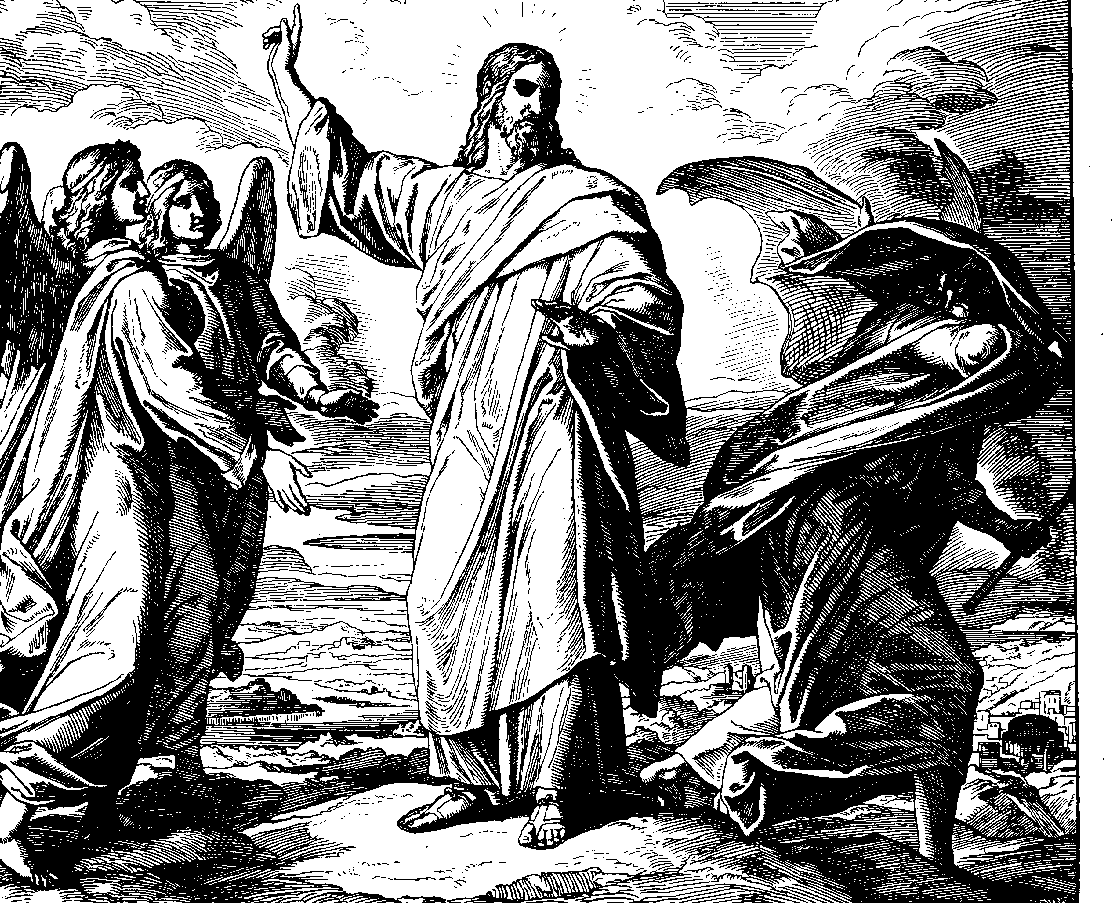
Gesù ordina a Satana di andarsene, incisione su legno di Julius Schnorr von Karolsfeld mentre dipinge le Tentazioni di Cristo (1860).

### Testimoni di Geova
I Testimoni di Geova credono che Satana fosse originariamente un angelo perfetto che sviluppò sentimenti di presunzione e bramava l'adorazione che apparteneva a Dio. Satana persuase Adamo ed Eva a obbedire a lui piuttosto che a Dio, sollevando la questione, spesso definita «controversia», circa il fatto che le persone, essendo stato concesso il libero arbitrio, avrebbero obbedito a Dio sia sotto la tentazione che sotto la persecuzione. Tale questione equivale ad affermare la sovranità di Dio sull'universo.
Invece di distruggere Satana, Dio decise di mettere alla prova la lealtà del resto dell'umanità e di dimostrare al resto della creazione che Satana è un bugiardo. I Testimoni di Geova credono che Satana sia il principale avversario di Dio e l'invisibile sovrano del mondo. Credono che i demoni fossero in origine angeli che si ribellarono a Dio e si schierarono dalla parte di Satana nella controversia.
I Testimoni di Geova non credono che Satana viva all'Inferno o che gli sia stata affidata la responsabilità di punire i malvagi. Affermano che Satana e i suoi demoni siano stati scacciati dal Cielo sulla Terra nel 1914, segnando l'inizio degli «ultimi giorni». I testimoni credono che Satana ei suoi demoni influenzino individui, organizzazioni e nazioni e che siano la causa della sofferenza umana. Nel giorno di Armagheddon Satana sarà legato per 1000 anni e poi gli sarà data una breve opportunità di sviare l'umanità perfetta prima di essere distrutto.

### Chiesa dei Santi degli Ultimi Giorni
Nel mormonismo il Diavolo è un essere reale e uno spirito figlio di Dio che una volta aveva l'autorità angelica, ma si ribellò e cadde prima della creazione della Terra in una vita pre-terrena. A quel tempo persuase una terza parte dei figli di spirito di Dio a ribellarsi con lui. Ciò era in opposizione al piano di salvezza sostenuto da Geova (Gesù Cristo). Ora il diavolo cerca di persuadere l'umanità a fare il male (Dottrina e Alleanze 76:24–29). L'umanità può superare questo stato mediante la fede in Gesù Cristo e l'obbedienza al Vangelo. I Santi degli Ultimi Giorni considerano tradizionalmente Lucifero come il nome pre-terreno del Diavolo. La teologia mormone insegna che in un concilio celeste, Lucifero si ribellò al piano di Dio Padre e fu successivamente scacciato. Le scritture mormoniche recitano:
(Dottrina e Alleanze 76:25–29)
Dopo essere diventato Satana per la sua caduta, Lucifero «vaga su e giù, avanti e indietro per la terra, cercando di distruggere le anime degli uomini» (Dottrina e Alleanze 10:27). I mormoni ritengono che Isaia 14:12 si riferisca sia al re dei babilonesi che al Diavolo.

## Controversie teologiche

### Gerarchia angelica
Il Diavolo potrebbe essere un cherubino o un serafino. Gli scrittori cristiani erano spesso indecisi da quale ordine degli angeli provenisse il Diavolo. Se da un lato il Diavolo è identificato con il cherubino in Ezechiele 28,13-15, dall'altro lato ciò è in conflitto con l'idea che il Diavolo fosse tra gli angeli più alti, che secondo Pseudo-Dionigi sono i serafini.
Tommaso d'Aquino cita Gregorio Magno che affermò che Satana «superò [gli angeli] tutti in gloria». Se si sostiene che più alto era un angelo, più era probabile che diventasse colpevole di orgoglio, il Diavolo dovrebbe essere un serafino. Ma Tommaso d'Aquino riteneva il peccato incompatibile con l'amore ardente per Dio tipico di un serafino, e tuttavia possibile per un cherubino, la cui caratteristica principale è la conoscenza fallibile. Conclude, in linea con Ezechiele, che il Diavolo era l'angelo con la conoscenza più estesa, un cherubino.

### Inferno

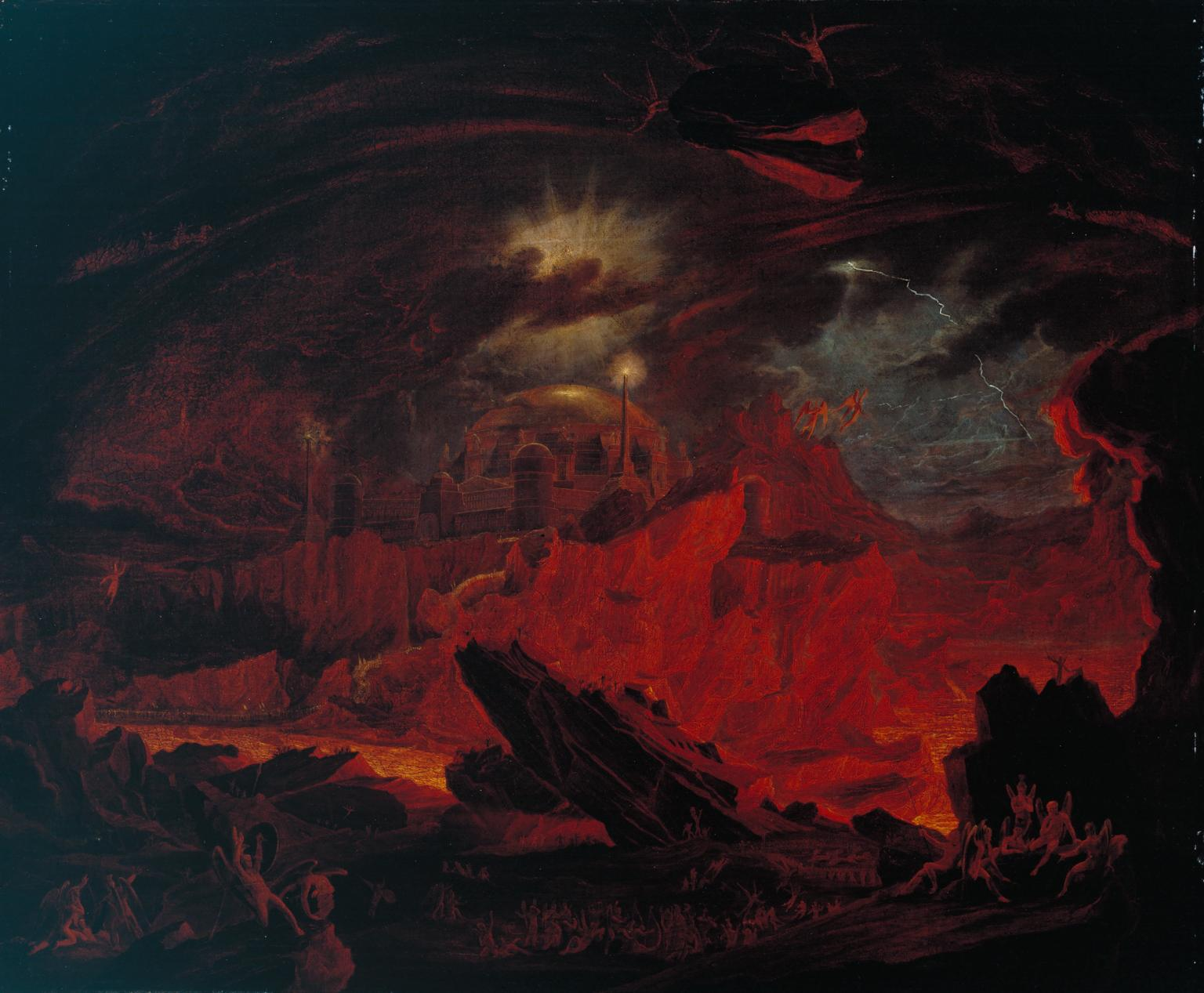
La caduta degli angeli all'Inferno (dipinto di John Martin).

Il Cristianesimo è indeciso se il diavolo sia caduto immediatamente all'inferno o se gli sia concessa una tregua fino al Giorno del giudizio. Diversi autori cristiani, tra cui Dante Alighieri e John Milton, hanno raffigurato il Diavolo come residente all'Inferno. Ciò è in contrasto con parti della Bibbia che descrivono il diavolo mentre viaggia sulla terra, come Giobbe 1,6-7 e 1 Pietro 5,8, discussi in precedenza. D'altra parte, 2 Pietro 2,4 parla di angeli peccatori incatenati all'Inferno.
Secondo Apocalisse 20,10, il Diavolo è stato gettato nel lago di fuoco e zolfo. I teologi non sono d'accordo se il Diavolo vaghi per l'aria della terra o sia caduto sottoterra all'Inferno. Nondimeno, entrambi i punti di vista concordano sul fatto che il Diavolo sarà all'inferno dopo il Giorno del Giudizio.
Se il Diavolo è legato all'Inferno, sorge la domanda su come possa ancora apparire alle persone sulla terra. In alcune pubblicazioni, il Diavolo manda solo i suoi demoni minori o Satana per eseguire la sua volontà, mentre rimane incatenato all'Inferno. Altri affermano che il diavolo è incatenato ma porta con sé le sue catene quando sale sulla superficie della terra. Gregorio Magno ha cercato di risolvere questo conflitto affermando che, indipendentemente da dove abita il Diavolo nello spazio, la separazione da Dio stesso è uno stato infernale. Beda il Venerabile afferma nel suo Commento all'Epistola di Giacomo (3,6) che non importa dove si muovano il Diavolo e i suoi angeli, essi portano con sé le fiamme tormentose dell'Inferno, come una persona con la febbre.

### Peccaminosità degli angeli
Alcuni teologi credono che gli angeli non possano peccare perché il peccato porta alla morte e gli angeli non possono morire.
Sostenendo l'idea che un angelo possa peccare, san Tommaso d'Aquino, nella sua Summa Theologiae questione 63 articolo 1, ha scritto:
(Summa Theologiae, questione 63, articolo 1)
Rifacendosi alla classificazione dello Pseudo-Dionigi, Tommaso suddivide ulteriormente gli ordini angelici in fallibili e infallibili in base al fatto che la Bibbia li menzioni in relazione al demoniaco o meno. Egli conclude che poiché i serafini (l'ordine più alto) e i troni (il terzo più alto) non sono mai menzionati come diavoli, non sono in grado di peccare. Al contrario, la Bibbia parla dei cherubini (il secondo più alto ordine) e di poteri (il sesto più alto) in relazione al Diavolo. Ne deduce che gli attributi rappresentati dagli angeli infallibili, come la carità, possono essere solo buoni, mentre gli attributi rappresentati dai cherubini e dai poteri possono essere sia buoni che cattivi.
Tommaso d'Aquino conclude che gli angeli in quanto creature intellettuali non possono soccombere ai desideri corporei, bensì possono peccare come risultato della loro volontà basata sulla mente. Tra i peccati attribuiti al diavolo vi sono l'orgoglio, l'invidia e perfino la lussuria, perché Lucifero amava se stesso più di ogni altra cosa. Inizialmente, dopoché gli angeli si resero conto della loro esistenza, decisero a favore o contro la dipendenza da Dio, e gli angeli buoni e cattivi furono separati l'uno dall'altro subito dopo la loro creazione. Pietro Lombardo nelle sue Sentenze scrisse che gli angeli furono tutti creati come buoni spiriti, ebbero un breve intervallo di libera decisione e alcuni scelsero l'amore e furono così ricompensati con la grazia da Dio, mentre altri scelsero il peccato (orgoglio o invidia) e divennero demoni.